# 2009년 버락 오바마 대통령 취임식
제44대 미국 대통령 버락 오바마의 첫 취임식은 2009년 1월 20일 화요일, 워싱턴 D.C. 미국 국회의사당 서쪽 광장에서 열렸다. 이 56번째 취임식은 워싱턴에서 열린 행사 중 역대 최다 참석 기록을 세웠으며, 버락 오바마의 첫 대통령 임기 시작과 조 바이든의 부통령 임기 시작을 알렸다. 총 참석자 수, TV 시청률, 인터넷 트래픽을 기준으로 할 때, 이 취임식은 1981년 로널드 레이건 취임식 이후 가장 많이 시청된 취임식이었다.
게티즈버그 연설에서 따온 "새로운 자유의 탄생"이라는 문구가 에이브러햄 링컨 대통령 탄생 200주년을 기념하는 취임식 주제로 사용되었다. 오바마는 대중 연설에서 링컨이 표현한 갱신, 연속성, 국가 통합에 대한 이상을 언급했다. 오바마는 미국 국내외의 난관에 답하기 위한 공동의 희생과 새로운 책임감의 필요성을 강조하기 위해 연설에서 이러한 이상을 언급했다.
오바마와 다른 인사들은 2009년 1월 17일 펜실베이니아 필라델피아에서 워싱턴 D.C.까지의 기념 기차 여행을 시작으로 여러 행사에서 링컨에게 경의를 표하고 그를 언급했다. 2009년 1월 18일부터 21일까지 워싱턴에서 열린 취임식 행사에는 콘서트, 마틴 루터 킹 주니어 탄생일의 국가 공동체 봉사 활동, 취임 선서식, 오찬 및 퍼레이드, 취임식 무도회, 그리고 종교간 취임 기도회가 포함되었다. 1월 20일 취임 선서식에서 대법원장 존 로버츠가 오바마에게 집행한 미국 대통령의 취임 선서는 미국 헌법에 명시된 선서와 약간 달랐기 때문에 다음 날 재집행되었다.
평소보다 많은 유명 인사들이 참석한 것 외에도, 대통령 취임 위원회는 최근 취임식 참여에 비해 취임식 행사에 더 많은 일반 시민의 참여를 독려하기 위해 대중에게 더 적극적으로 다가갔다. 위원회는 과거 취임식의 전통을 깨고 내셔널 몰 전체를 취임 선서식의 대중 관람 구역으로 처음으로 개방했다. 선정된 미국 시민들이 기차 여행과 다른 취임식 행사에 참여했다. 한 자선가는 취임식 축제에 참석할 여유가 없는 소외 계층을 위해 시민 취임식 무도회를 조직했다. 취임 축하 행사 중 위원회는 일반 시민들을 위한 무료 또는 저렴한 티켓으로 최초의 이웃 취임식 무도회를 개최했다.

## 배경
정의상 취임식은 오바마가 2008년 11월 4일 미국 대통령 선거에서 승리하여 미국의 대통령 당선인이 되면서 시작된 대통령직 인수인계의 공식적인 절정이었다. 미국 헌법 제1조 제6절에 따라, 오바마는 2008년 11월 16일부로 미국 상원에서 사임했다. 그는 2008년 12월 15일 선거인단에 의해 공식적으로 선출되었다. 결과는 2009년 1월 8일 의회 합동 회의에서 인증되었다.
"우리가 믿을 수 있는 변화"라는 슬로건과 나중에는 "우리가 필요한 변화"라는 슬로건을 사용하여 캠페인을 벌인 오바마는 미국 최초의 아프리카계 미국인 대통령이자 이전 공화당 출신인 조지 W. 부시의 변화의 상징으로 널리 축하받았다. 오바마는 또한 1960년대에 태어난 최초의 대통령으로 세대 교체를 대표했다. 그는 2008년 금융 위기를 물려받았는데, 피터 오르자그는 이를 "경제적 혼란"이라고 불렀다. 오바마는 취임일 현재 47세 169일로, 역대 다섯 번째로 젊은 나이에 취임했다.

## 계획

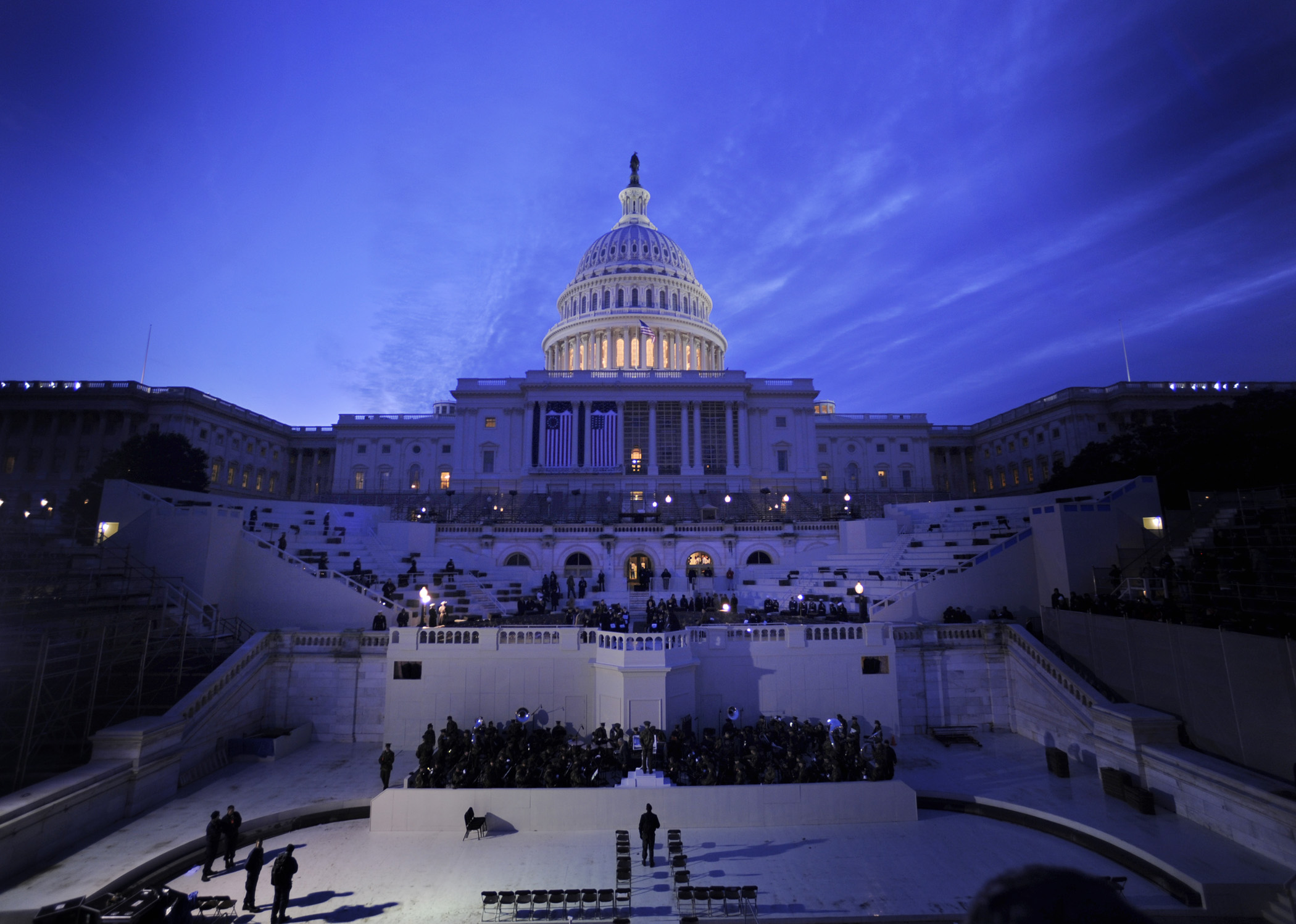
미국 국회의사당 준비 현장

취임식은 주로 두 위원회, 즉 합동 의회 취임식 위원회와 2009년 대통령 취임 위원회에 의해 계획되었다. 2008년 11월 4일로 선거가 예정되었음에도 불구하고, 의회 위원회는 2008년 9월 24일부터 취임식 연단을 건설하기 시작했다.

### 합동 의회 위원회
대통령 당선인 오바마와 부통령 당선인 바이든의 취임 선서식과 취임 오찬은 상원 의원 다이앤 파인스타인, 위원회 위원장, 밥 베넷과 해리 리드, 그리고 하원 의원 존 베이너, 스테니 호이어와 낸시 펠로시로 구성된 미국 의회 취임식 합동위원회에 의해 계획되었다. 이 위원회는 미국 상원 규칙 및 행정 위원회의 감독을 받는다.
합동 의회 취임 위원회는 남북 전쟁 시대 에이브러햄 링컨의 게티즈버그 연설에서 따온 문구인 "새로운 자유의 탄생"을 취임 주제로 선정했다. 이 주제는 링컨 탄생 200주년을 기념하고 취임식을 기념하기 위해 위원회에서 선정되었으며, "미국을 보존하기 위해 죽은 자들의 희생이 국가에 '새로운 자유의 탄생'으로 이어지기를 바라는 링컨의 희망"을 표현했다. 오바마는 취임 주제에 의존하여 "오늘날, 링컨 시대와 마찬가지로, 미국은 어떤 위기든 헤쳐나갈 방법을 찾을 것이라는 확신을 미국인들에게 주고 싶었다."
의회 위원회는 2008년 12월 17일 1월 20일 취임식 행사의 전체 일정을 발표했다. 취임식 일정은 대통령 당선인을 "버락 H. 오바마"라고 언급했지만, 오바마는 이전에 그의 미들네임인 후세인을 포함하여 취임 선서식에서 전체 이름을 사용할 의도라고 명시했다. 오바마는 취임식에서 "전통을 따르며 어떤 식으로든 성명을 발표하려 하지 않았다"고 밝히며 자신의 전체 이름 "버락 후세인 오바마"를 사용하기로 결정했다. 2008년 미국 대통령 선거 캠페인 동안, 오바마의 비평가들은 그의 미들네임을 이용하여 그가 무슬림이라는 거짓 주장을 하려 했다.
컬럼비아 특별구 시의회는 취임식 참석자들에게 환대 서비스를 제공하기 위해 술집과 식당이 24시간 내내 영업할 수 있도록 하는 법안을 통과시켰다. 의회 위원회와의 합의에 도달한 후, 컬럼비아 특별구 시장 애드리안 펜티는 취임식 전 주말 동안 술집과 식당이 24시간 운영될 수 있도록 일시적으로 허용하는 법안에 서명했지만, 주류 서비스는 동부 표준시 오전 4시로 마감 시간을 정했다. 워싱턴 수도권 호텔 협회는 취임식 행사에 참석하는 방문객과 해당 행사를 지원하는 근로자를 수용하기 위해 1월 19일 워싱턴 수도권 교통국에서 제공하는 연장된 기차 서비스 비용을 지불하기로 합의했다.

### 대통령 취임 위원회
2009년 대통령 취임 위원회는 미국의 대통령 당선인과 부통령 당선인의 지시에 따라 기차 여행, 콘서트, 퍼레이드, 무도회, 기도회 등 여러 취임 관련 행사를 조직했다. 위원회의 공동 위원장은 윌리엄 데일리, 페니 프리츠커, 존 W. 로저스 주니어, 패트릭 라이언 그리고 줄리아나 스무트였다.
역사상 처음으로 대통령 취임 위원회는 미국 국회의사당에서 링컨 기념관까지 이어지는 내셔널 몰 전체를 취임 선서식의 대중 관람 구역으로 개방했다. 대통령 위원회는 취임식 행사를 위해 예약 티켓을 소지한 사람들을 위해 미국 국회의사당 근처 몰의 일부를 따로 마련했다. 위원회는 행사를 "'역사상 가장 개방적이고 접근하기 쉬운' 행사로 만들기 위해 내셔널 몰 전체를 개방하여 [예약] 티켓을 얻지 못한 사람들이 몰을 가득 채울 수 있도록 했다." 참석자들이 취임 선서식을 보고 들을 수 있도록 위원회는 몰 전체에 점보트론을 설치했다.
이처럼 큰 행사가 친환경적일 수 없다는 비판에도 불구하고, 대통령 위원회는 취임식 행사를 계획할 때 환경 친화적인 조치를 통합했다. 환경 조치에는 플랫폼용 재활용 카펫 사용, 행사 후 야외 구역에서 재활용품 수거, 초대장과 취임식 무도회 티켓에 재활용 종이 사용 등이 포함되었다.

#### 모금
2009년 대통령 취임 위원회는 2005년 조지 W. 부시의 두 번째 취임식에 비해 더 적은 금액으로 더 많은 개인 기부를 유치하려고 노력했다. 2009년 개인 기부 한도는 50,000달러로 설정되었으며, 2005년 행사에서는 개인과 기업이 각각 최대 250,000달러를 기부할 수 있었다. 2009년 1월 30일 현재, 대통령 위원회는 5,300만 달러 이상을 모금했으며, 최소 458명이 위원회에서 부과한 최대 금액인 50,000달러를 기부했다. 여기에는 조지 소로스, 할리 베리, 제이미 폭스, 조지 루카스와 같은 유명 기부자들이 포함되었다. 평소와 다른 변화를 강조하며, 위원회는 기업, 정치활동위원회, 등록된 연방 로비스트, 노동조합, 등록된 외국 대리인 및 비미국 시민의 기부를 금지하는 엄격한 캠페인 기부 지침을 설정했다. 위원회는 구글 경영진 에릭 슈밋과 마이크로소프트 경영진 스티브 발머와 같이 연방 정부에 대한 활발한 로비 활동을 하지만 연방 로비스트로 등록되지 않은 사람들의 기부는 받았다.
모금 활동과 오바마 취임식 인파 추정치를 바탕으로, 대통령 위원회는 취임식 예산을 1억 6천만 ~ 1억 7천만 달러로 책정했는데, 이는 갈라 행사를 위한 약 4천 5백만 달러를 포함한다. 미국 연방 정부는 실제 취임 선서식을 포함하여 약 4천 9백만 달러를 기부했다. 컬럼비아 특별구와 인접한 메릴랜드주와 버지니아주는 경찰, 소방, 의료 서비스에만 7천 5백만 달러 이상의 취임식 행사 지원 비용을 예상했다. 이러한 노력에 자금을 지원하기 위해 조지 W. 부시 대통령은 미국 연방재난관리청으로부터 자금을 확보할 수 있도록 예방 조치로 연방 비상사태를 선포했다.

### 초대장과 티켓
대통령 취임 위원회와 제111대 미국 의회 의원들은 취임 선서식을 관람하기 위해 미국 국회의사당 경내 또는 근처의 예약 구역에 귀빈과 일반 시민 모두에게 초대장과 색상별 티켓을 배포했다. 초대장과 티켓은 미국 주재 대사와 외교 사절단장 및 그들의 배우자에게 보내졌지만, 다른 외국 대표자들에게는 보내지지 않았으며, 미국 정치인들과 다양한 분야의 귀빈들에게 배포되었다. 하원과 상원 의원들은 행사 참석 요청이 쇄도하여 취임식 티켓을 추첨 또는 선착순으로 대중에게 무료로 배포했다.
예약 티켓에 대한 높은 수요와 제한된 가용성 때문에, 일부 사람들은 티켓 중개인, 인터넷 경매 및 분류 목록 서비스를 통해 티켓을 판매할 계획을 세웠다. 티켓 판매 제안은 국회의사당 반영 연못 뒤의 예약 입석 구역은 장당 1,750달러, 반영 연못 앞의 예약 입석 구역은 장당 5,500달러, 국회의사당 경내 VIP 구역은 장당 20,000달러에 달했다. 한 사례에서는 테드 포 의원의 전 보좌관이 크레이그리스트와 이메일을 사용하여 구매자에게 4,500달러에 다섯 장의 티켓을 제안한 후 잠재적 구매자에 의해 폭로되었다.
연방 및 주 공무원들은 취임 선서식 티켓 판매와 관련된 티켓 불법 판매 및 사기에 대해 우려하기 시작했다. 합동 의회 취임 위원회의 위원장인 다이앤 파인스타인 상원 의원은 2008년 11월 중순에 취임 선서식 티켓 판매를 금지하는 법안을 발의했다. 동시에 합동 의회 위원회는 온라인 경매 운영자, 티켓 재판매자 및 분류 목록 서비스에 연락하여 티켓 판매를 차단하도록 했다. 위원회의 우려를 해결하기 위해 스텁허브와 이베이는 모든 사이트에서 취임 선서식 티켓 판매를 금지하기로 합의했다. 파인스타인 상원 의원은 2008년 12월에 취임식 기금 마련을 위한 공식 대통령 취임 위원회가 발행한 티켓을 면제하도록 법안을 수정하여 취임 선서식 티켓 판매를 금지하는 법안을 재발의했다. 미국 상원은 최종 법안을 통과시키지 못했고, 이로 인해 법안은 레임덕 입법 회기 마감일에 폐기되었다.

## 취임식 전 행사

### 기차 여행: 링컨 기념
2009년 1월 17일, 오바마는 에이브러햄 링컨 탄생 200주년을 기념하여 휘슬 스톱 트레인 투어를 주최했다. 오바마는 1861년 필라델피아, 펜실베이니아에서 워싱턴 D.C.까지의 링컨의 기차 여행의 마지막 부분을 재현했다. 이는 링컨이 자신의 취임식을 위해 스프링필드에서 워싱턴까지 여행했던 1861년 기차 여행의 분위기를 포착하기 위한 것이었다. 오바마는 수도로 가는 기차 여행을 위해 과거 대통령들이 사용했던 빈티지 철도 차량인 조지아 300에 탑승했으며, 이는 그가 대통령 예비 선거 캠페인 동안 펜실베이니아를 여행할 때 사용했던 것과 동일한 차량이었다. 여행 중 오바마는 아내 미셸, 딸 말리아와 사샤, 그리고 많은 친구와 손님을 동반했다.

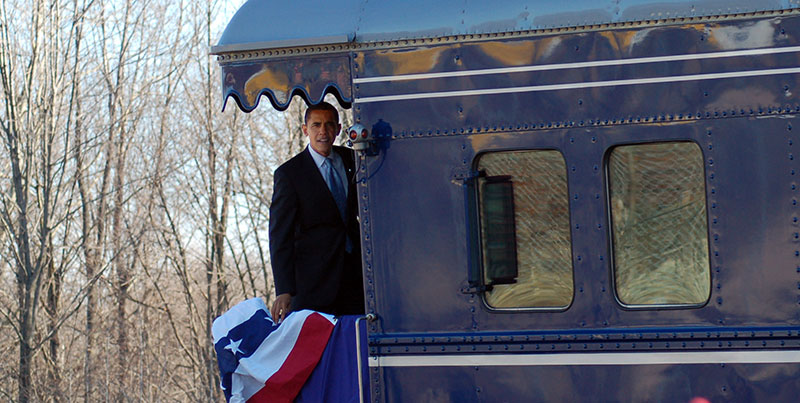
2009년 1월 17일 조지아 300에 탑승한 오바마

오바마는 워싱턴으로 가는 기차 여행에 대통령 캠페인 중 만난 "평범한 미국인" 41명을 초대하여 여행에 동행하고 취임 선서식, 퍼레이드, 취임식 무도회 등 다른 취임식 행사에 참석하도록 했다. 여행에 참여한 시민 단체는 대통령 캠페인 동안 당시 후보였던 오바마와 자신과 가족에 대한 이야기를 공유했으며, 매트 쿤츠와 릴리 레드베터가 포함되었다. 걸프 전쟁에서 돌아온 후 자살로 의붓형제를 잃은 쿤츠는 이라크 전쟁 참전 용사들의 정신 건강 검진을 개선하는 데 노력을 기울였다. 레드베터는 고용주가 성별을 이유로 임금 차별을 했다는 사실을 몇 년 후에 알게 되었고, 차별 행위 발생 후 180일 이내에 청구를 제기하지 않았기 때문에 대법원에서 패소했다. 취임 9일 후, 오바마는 대통령으로서 릴리 레드베터 공정 임금법에 서명하여, 임금 차별 행위 발생 후 180일 이내뿐만 아니라 차별적 임금 조치에 따른 급여를 받을 때마다 180일 기간이 재시작되도록 허용했다.
오바마는 필라델피아에서 30번가역에서 수백 명의 지지자들과 타운 홀 미팅을 열면서 투어를 시작했다. 델라웨어 윌밍턴의 첫 번째 정류장에서 부통령 당선인 바이든과 그의 가족이 투어에 합류했다. 윌밍턴과 워싱턴 사이를 매일 암트랙으로 통근하여 "암트랙 조"라는 별명을 얻은 바이든은 미국 통근 철도운송에 대한 자금 지원 확대를 지지하는 인물로 명성을 쌓았다. 기차는 두 번째 정류장인 메릴랜드 볼티모어로 계속 이동했으며, 오바마는 그곳에서 약 40,000명의 인파에게 연설했다.
그는 군중에게 한 연설에서 링컨과 관련된 "더 나은 천사들"과 "새로운 독립 선언"과 같은 구절을 사용하여 "새로운 자유의 탄생"이라는 주제를 강조했다. 오바마는 연설에서 애국적인 조상들을 언급하며 군중에게 "우리는 모든 것이 너무 불가능해 보일 때 포기하지 않았고, 어떻게든 세상을 새롭게 만들 힘이 있다고 믿었던 그 첫 번째 애국자들의 상속자라는 것을 결코 잊지 말아야 한다"고 상기시켰다. 수천 명의 축하객들이 기차 경로를 따라 곳곳에 모여 사진을 찍고, 환호하며 미국 국기와 손수 만든 표지판을 흔들었다. 오바마는 열광적인 군중에게 그의 트레이드마크인 "사랑합니다"라는 답변을 반복했다. 하루 동안의 기차 여행은 워싱턴 D.C.의 유니언역에서 마무리되었다.

### 우리는 하나 콘서트

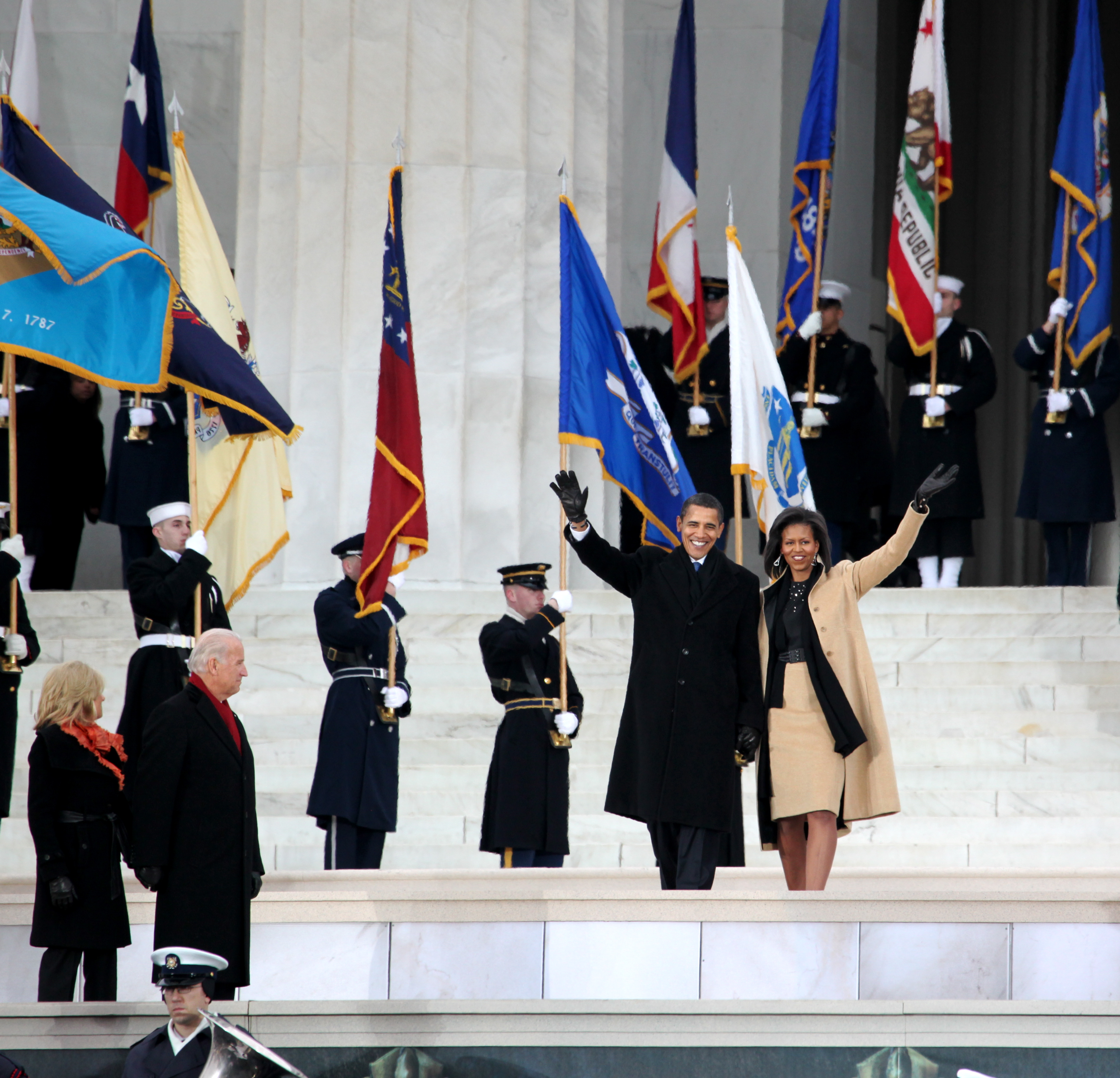
2009년 1월 18일 링컨 기념관에서 열린 우리는 하나 콘서트에서 손을 흔드는 오바마 부부.

2009년 1월 18일, 오바마가 워싱턴 D.C.에 도착한 다음 날, 링컨 기념관에서 취임식 콘서트 "우리는 하나(We Are One)"가 열렸다. 이 콘서트에는 30여 명 이상의 유명인사들이 공연하고 역사적 구절을 낭독했다. 콘서트 참석은 대중에게 무료였으며, HBO는 콘서트를 개방형으로 생중계하여 케이블 TV가 있는 누구나 이 행사를 시청할 수 있도록 했다. 약 40만 명이 링컨 기념관에서 콘서트에 참석한 것으로 추정된다. 워싱턴 메트로는 이 날 616,324명의 승객 이용을 기록하며, 1999년 7월 4일에 세워진 기존 일요일 승객 기록인 540,945명을 경신했다.

### 킹 데이 오브 서비스
취임식 전날인 2009년 1월 19일은 마틴 루터 킹 주니어 탄생일이었는데, 이는 킹 박사의 생일을 기념하는 미국 연방 공휴일이다. 오바마는 모든 공동체에 인권 지도자를 기리는 시민 자원 봉사의 날인 킹 데이 오브 서비스를 지켜줄 것을 요청했다. 이 날 전국적으로 13,000개 이상의 공동체 봉사 행사가 열렸는데, 이는 의회가 킹 휴일 및 봉사법을 통과시킨 이후 14년 만에 가장 많은 참여였으며, 전년도 행사의 두 배 이상이었다.
오바마는 월터리드 미군의료센터에서 한 시간을 보내며 이라크 전쟁과 아프가니스탄 전쟁에서 입은 부상에서 회복 중인 군인들의 가족들과 비공개로 만났다. 의료 센터를 방문한 후, 그는 마틴 루터 킹 3세와 함께 청소년 노숙자 보호소인 사샤 브루스 하우스로 가서 다른 사람들과 함께 봉사 활동에 참여했다.
조 바이든은 N.E. 워싱턴 D.C.의 해비타트 운동 주택에 건식벽을 걸었다. 바이든의 아내 질, 그들의 딸 애슐리 바이든, 미셸 오바마와 오바마 부부의 딸 말리아와 사샤는 오전 내내 로버트 F. 케네디 기념 경기장에서 수천 명의 자원 봉사자들이 해외 주둔 미군을 위한 85,000개 이상의 구호품을 준비하는 것을 도왔다. 그날 저녁, 오바마는 존 매케인, 콜린 파월 그리고 조 바이든의 봉사를 기리기 위해 세 번의 별도 초당적 만찬을 주최했다.

### 어린이 취임식: "우리는 미래다"
미셸 오바마와 질 바이든은 2009년 1월 19일 저녁 베라이존 센터에서 "어린이 취임식: 우리는 미래다" 행사를 주최했다. 마일리 사이러스, 데미 로바토, 그리고 조나스 브라더스는 콘서트에서 군인 가족들을 기렸다. 이 쇼는 디즈니 채널과 라디오 디즈니에서 생중계되었다. 다른 유명 인사 참가자로는 바우 와우, 조지 로페즈, 코빈 블루, 퀸 라티파, 빌리 레이 사이러스, 샤킬 오닐, 제이미 폭스가 있었다. 그날의 봉사 주제에 맞춰 미셸 오바마는 아이들에게 노숙자 보호소에서 자원 봉사를 하거나, 노인들을 방문하거나, 미군에게 편지를 쓰는 등 공공 봉사에 참여할 것을 촉구했다.
워싱턴 메트로는 1월 19일에 866,681명의 승객 이용을 기록하며, 2008년 7월 11일에 세워진 하루 승객 기록인 854,638명을 경신했다.

## 취임식 행사

### 식전 행사: "새로운 자유의 탄생"

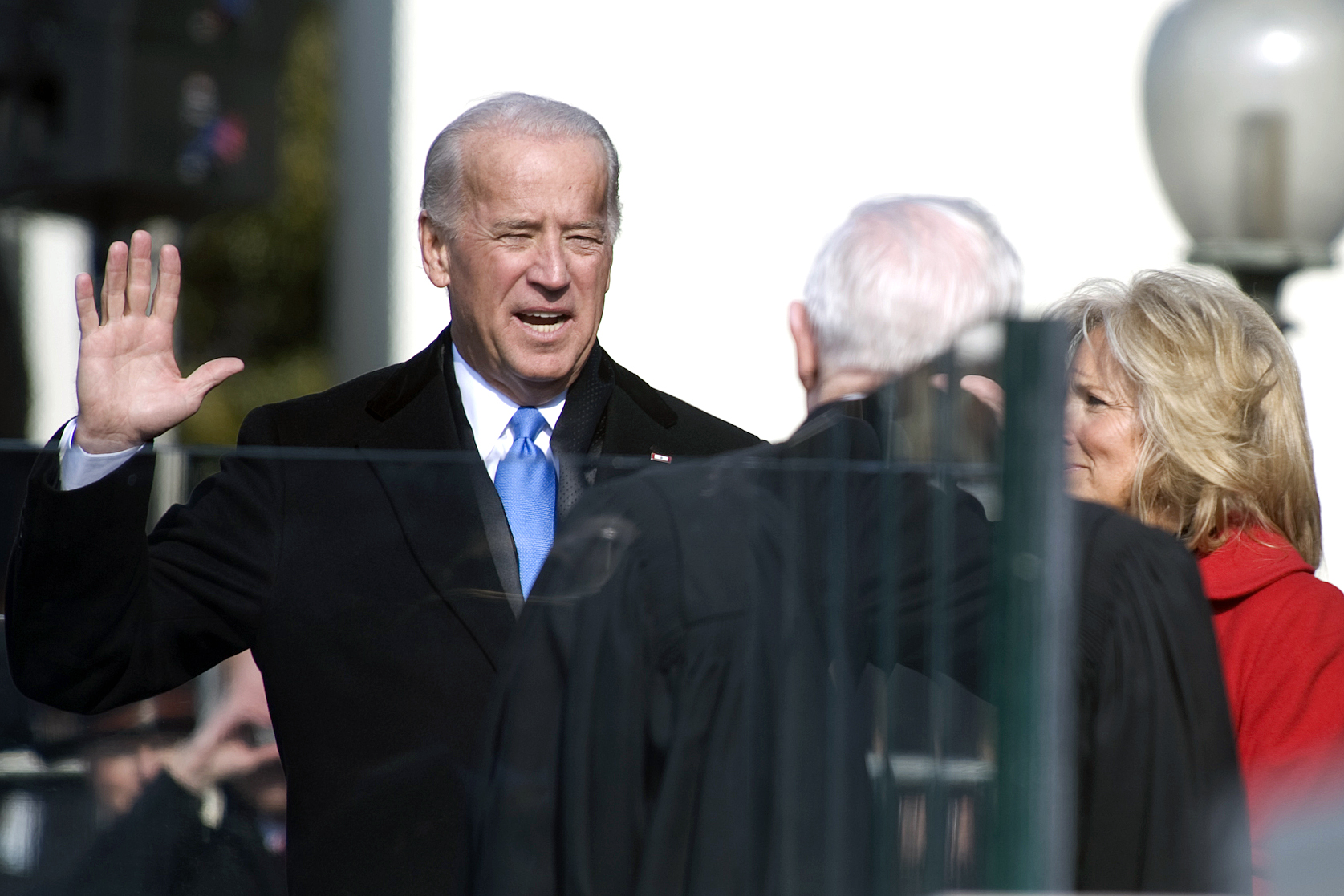
바이든은 2009년 1월 20일 대법관 존 폴 스티븐스에 의해 취임 선서를 했다.

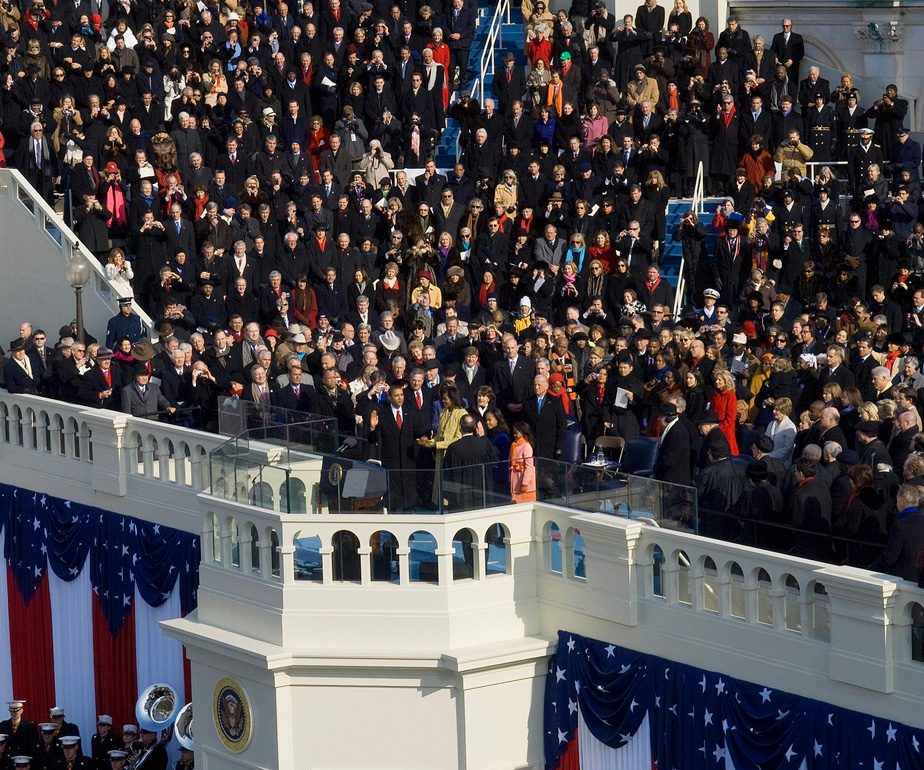
오바마는 2009년 1월 20일 미국 국회의사당에서 취임 선서를 했다.

취임식은 2009년 1월 20일 미국 국회의사당 서쪽 광장에서 열렸다. 날씨는 춥고 바람이 불었다. 국회의사당에서 3.1마일 떨어진 로널드 레이건 워싱턴 내셔널 공항에서 정오 기온은 28°F(-2°C)였고, 바람은 시속 23마일로 불었다. 식전 행사는 녹음된 음악 재생과 "대통령의 소유" 미국 해병대 군악대의 라이브 공연으로 시작되었고, 이어서 샌프란시스코 보이즈 코러스와 샌프란시스코 걸즈 코러스의 라이브 공연이 이어졌다. 미국 해군 콘서트 밴드의 수석 음악가이자 콘서트 사회자인 코트니 윌리엄스가 단상 아나운서를 맡았다. 다이앤 파인스타인 상원 의원은 합동 의회 취임 위원회의 위원장이자 미국 대통령 취임식을 주재한 최초의 여성으로서 그날의 의전관 역할을 했다.

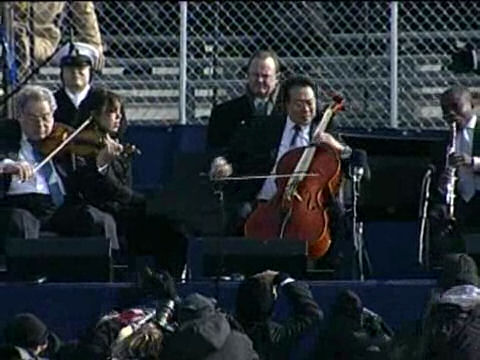
왼쪽부터: 이츠하크 펄먼, 가브리엘라 몬테로, 요요 마, 앤서니 맥길이 취임식에서 존 윌리엄스 (작곡가)의 "에어 앤 심플 기프트"를 연주하고 있다. 오바마는 이 공연 중에 정오에 공식적으로 제44대 대통령이 되었다.

복음주의 목사 릭 워렌은 취임식의 축복기도를 전달했고, 이어서 가수 아레사 프랭클린이 "나의 조국은, 자유의 땅"을 불렀다. 프로그램에는 존 윌리엄스 (작곡가)의 작곡인 "에어 앤 심플 기프트" 공연이 포함되었으며, 이는 첼리스트 요요 마, 바이올리니스트 이츠하크 펄먼, 피아니스트 가브리엘라 몬테로, 클라리넷 연주자 앤서니 맥길에 의해 미리 녹음된 것과 동시에 라이브로 연주되었다. 내셔널 퍼블릭 라디오는 이 사중주단의 공연을 "아름다움과 평온함으로 많은 사람들을 감동시킨 압도적인 순간"이라고 묘사했지만, 뉴욕 타임스는 이를 "립싱크에 해당하는 고전 음악"이라고 불렀다. 아레사 프랭클린은 독특한 스와로브스키 크리스탈 장식 리본이 달린 모자를 착용하여 패션 성명을 발표했다.
부통령 당선인 바이든은 대법관 존 폴 스티븐스로부터 취임 선서를 했다. 그가 취임 선서를 마친 후, 바이든은 신임 부통령으로서 군인들에게 4번의 러플 앤 플러리시스와 행진곡 "컬럼비아 만세"를 처음으로 연주받았다. "에어 앤 심플 기프트" 공연 후, 대법원장 존 로버츠는 정오 직후 대통령 당선인 오바마에게 취임 선서를 집행했다. 취임식은 예정보다 길어져 동부 표준시 오후 12시 5분(UTC 17:05)경에 선서가 끝났다. 그러나 오바마는 미국 헌법 제20조에 따라 정오에 부시 대통령의 임기가 만료되면서 공식적으로 대통령직을 승계했다. 대통령 선서를 마친 후, 오바마는 신임 대통령으로서 21발 예포를 받았으며, 군인들에게 4번의 러플 앤 플러리시스와 행진곡 "헤일 투 더 치프"를 처음으로 연주받았다.
오바마는 취임 선서식에 이어 대중에게 취임 연설을 했다. 시인 엘리자베스 알렉산더는 취임 시 "하루를 위한 찬양곡"을 낭독했고, 연합 감리 교회 목사이자 시민권 운동가인 조지프 로워리가 축복기도를 했다. 미국 해군 군악대 "시 찬터스" 합창단은 미국의 국가 "성조기"를 연주하며 식전 행사를 마쳤다.

### 취임 선서

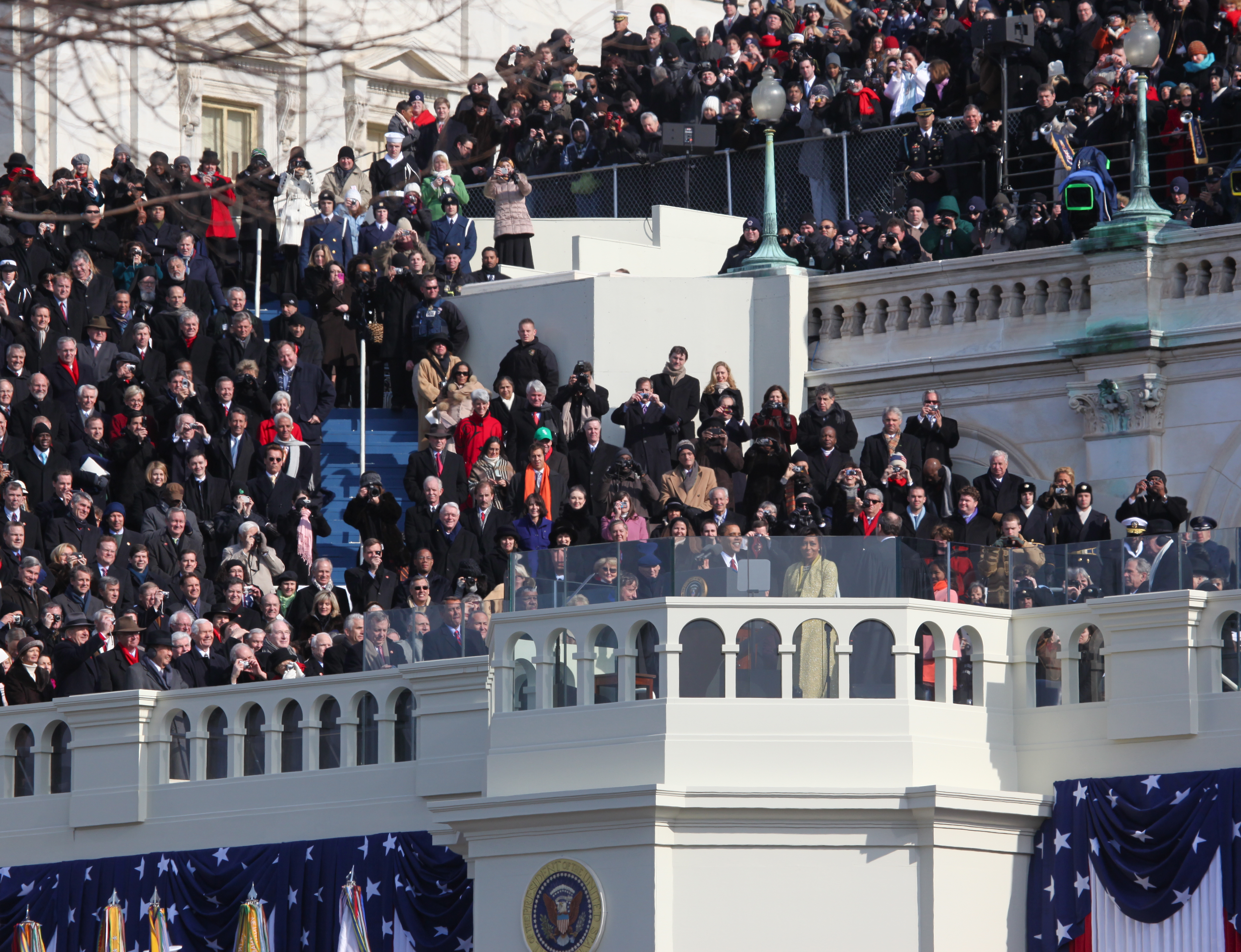
내셔널 몰 계단에서 취임 선서를 하는 오바마.

존 로버츠 대법원장은 오바마에게 취임 선서를 집행했다. 미셸 오바마는 링컨 성경, 즉 에이브러햄 링컨이 1861년 취임식에서 사용했던 성경을 들고 있었으며, 버락 오바마는 그 성경에 손을 얹고 대통령 선서를 암송했다. 약 4년 전, 당시 오바마 상원 의원은 로버츠의 대법원 지명에 반대 투표를 한 22명의 상원 의원 중 한 명이었다. 취임식은 대법원장이 이전에 자신의 지명에 반대 투표를 한 대통령 당선인에게 선서를 집행하는 첫 번째 사례였다.
로버츠와 오바마는 선서를 암송하는 동안 여러 차례 실수를 했다. 취임 선서의 정확한 문구는 헌법에 명시되어 있다:
나는 미국 대통령직을 충실히 수행하고, 최선을 다해 미국 헌법을 보존하고, 보호하고, 수호할 것을 엄숙히 맹세한다.

로버츠는 취임식을 위해 신중하게 연습했다. 그러나 선서 암송 중 그가 계획한 일시 정지 지침을 담은 메모는 취임 선서 이전에 오바마의 참모들에게 전달되지 못했다. 그 결과, 오바마는 첫 구절에서 로버츠가 "엄숙히 맹세합니다"를 마치는 동안 "저는 버락"이라고 말하며 무심코 로버츠의 말을 가로챘다. 오바마는 이어서 "저는 버락 후세인 오바마, 엄숙히 맹세합니다"라는 전체 구절을 정확히 반복했다.
로버츠는 메모를 사용하지 않고 다음 구절을 "나는 미국 대통령직을 충실히 수행할 것입니다"라고 말하며 '충실히'라는 단어를 잘못 배치하고 'of' 대신 'to'를 사용했다. 오바마는 "나는 수행할 것입니다"라고 반복한 후 잠시 멈췄다. 로버츠는 문구를 수정하려 했지만 더듬거렸다. "미국 대통령의 직책을 충실히." 오바마는 로버츠의 처음 잘못된 문구를 반복했다.
로버츠는 헌법에 명시된 선서 끝에 "하느님께서 나를 돕소서"라는 구절을 덧붙였고, 오바마는 이에 ""하느님께서 나를 돕소서""라고 대답했다. 오바마는 이전에 선서 후에 "하느님께서 나를 돕소서"를 포함해 달라고 요청했다. 로버츠는 이어서 오바마를 신임 대통령으로 축하했다.

#### 두 번째 선서식

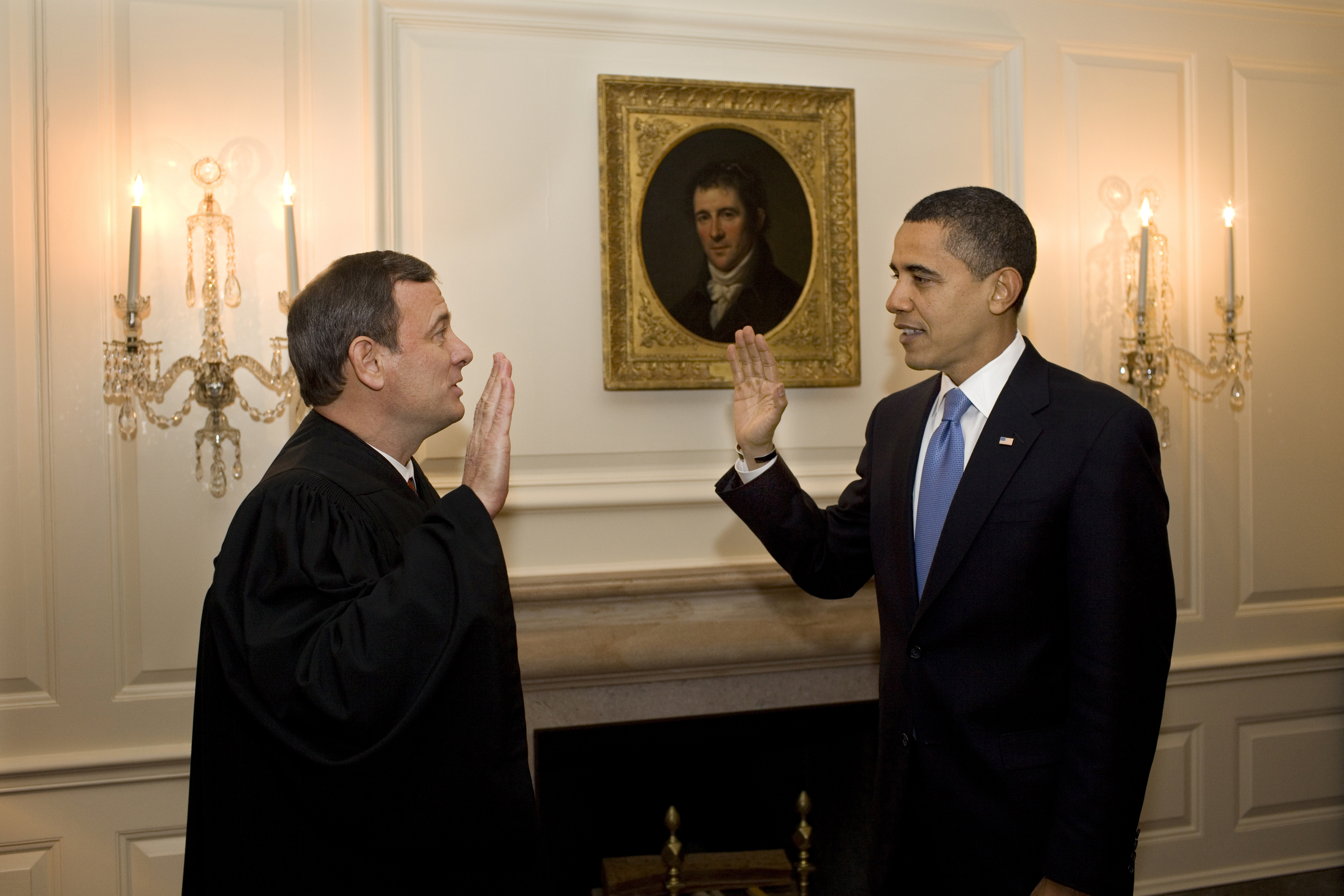
오바마 대통령(오른쪽)은 2009년 1월 21일 백악관에서 로버츠 대법원장으로부터 취임 선서를 다시 받았다. 오바마 대통령과 로버츠 대법원장은 벤저민 헨리 라트로브의 초상화 옆에 서 있다.

선서 집행 및 암송 과정의 오류에 대해 많은 대중적 논의가 일어났다. 일부 헌법 학자들은 오바마가 선서를 다시 해야 한다고 말했다. 보스턴 대학교 헌법 학자 잭 비어만은 법원이 이의 제기를 고려할 가능성은 거의 없지만, "헌법에 그가 말해야 할 것이 명시되어 있기 때문에" 만약 자신이 그의 변호사라면 오바마에게 선서를 다시 하라고 조언할 것이라고 제안했다.
백악관 대변인 로버트 깁스는 처음에 오바마 대통령이 선서를 다시 할 계획이 없다고 밝혔지만, 존 로버츠 대법원장은 백악관 고문 그레그 크레이그의 요청에 따라 선서를 재집행하기로 동의했다. 두 번째 선서식은 2009년 1월 21일 저녁 백악관 맵룸에서 소수의 대통령 보좌관, 기자, 백악관 사진기자 앞에서 거행되었다. 크레이그는 백악관이 궁극적으로 매우 신중하게 선서를 재집행하기로 결정했다고 말했다. 크레이그는 "취임 선서가 효과적으로 집행되었고 ... 대통령이 적절하게 취임 선서를 했다"고 덧붙였다. "하지만 그 선서는 헌법 자체에 나와 있습니다." 재취임식에서는 성경이 없었다.

#### 취임 연설

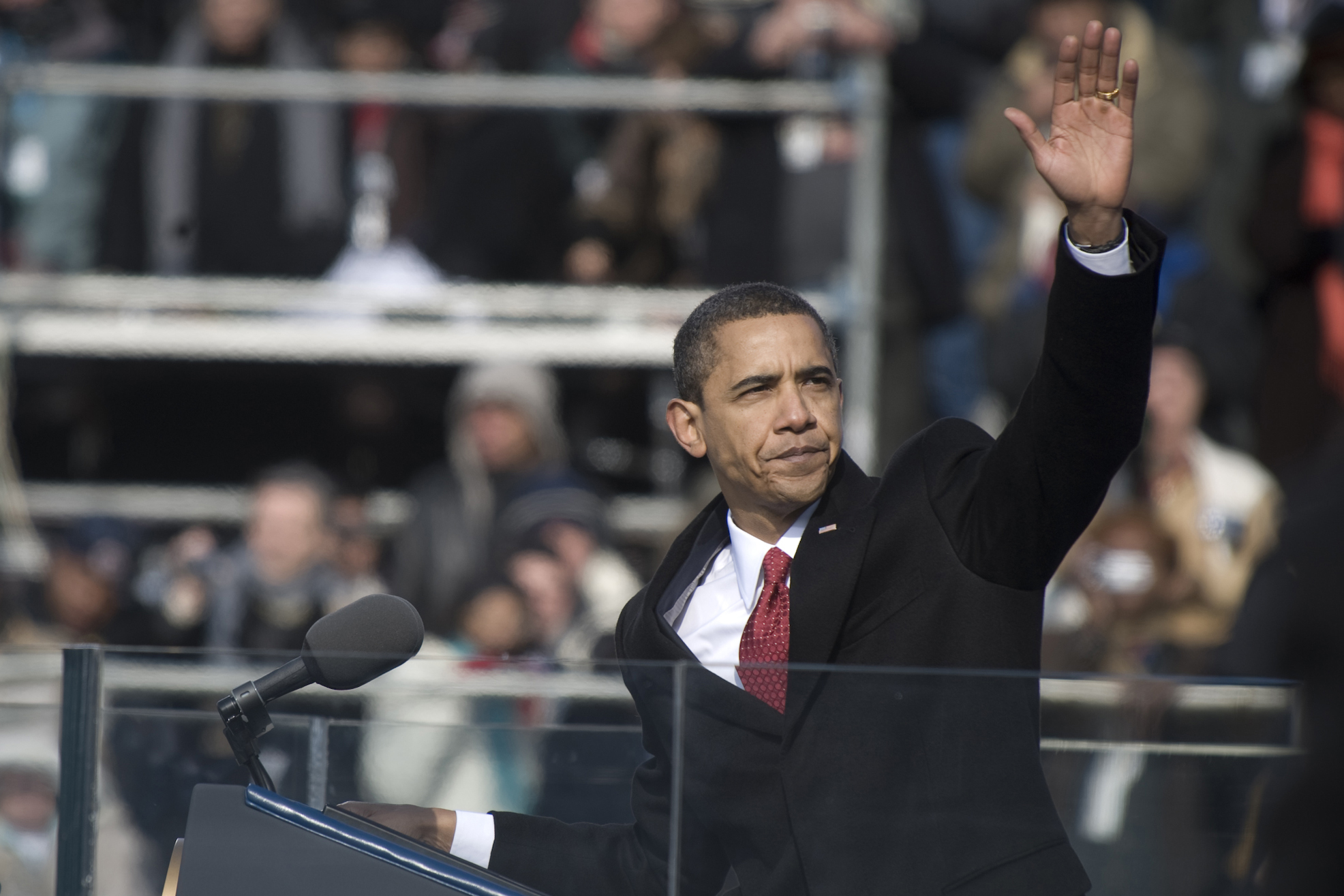
첫 대통령 연설을 마친 오바마 대통령

오바마 대통령의 취임 연설의 핵심 주제는 워싱턴의 책임감과 일반 시민들의 참여라는 두 가지 측면에서 책임감을 회복하라는 요청이었다. 오바마의 연설에는 기억에 남는 짧은 문구들이 없었다. 대신, 수사학 전문가 제임스 매킨에 따르면, 그는 의도적으로 절제된 연설로 자신의 새 행정부를 국가 역사와 연결하기 위해 전통적인 참조를 사용했다.
오바마는 연설의 두 번째 단락을 "우리 국민은 우리 조상들의 이상에 충실하고 우리의 건국 문서에 충실하게 남아 있습니다"라고 말하며 마무리했다. 연설은 "유산"과 "전통"과 같은 단어뿐만 아니라 "정직", "용기", "애국심"과 같은 "오래된" 가치를 강조했다. 연설 끝부분에서 오바마는 토머스 페인이 미국 위기에 쓴 문구, 즉 조지 워싱턴이 그의 군대에게 읽어주라고 명령했던 문구를 언급했다. "미래의 세상에 이렇게 전해지게 하라 ... 겨울의 깊이 속에서 희망과 미덕 외에는 아무것도 살아남을 수 없을 때 ... 도시와 시골이 하나의 공통된 위험에 경각심을 가지고 그것을 맞이하러 나섰다." 버락 오바마의 캠페인 메시지가 변화의 필요성에 초점을 맞추었기 때문에, 매킨은 오바마가 대통령으로서 국가의 전통 범위 내에서 운영할 것이라는 미국인들을 안심시키려 했다고 지적했다.
오바마의 취임 연설 목표는 미국인들 사이에서 다음과 같은 반응을 불러일으키는 것이었다. "이것이 제가 공공 서비스에 참여하고 더 나은 정치인이 되고 싶은 이유입니다. 이것이 제가 집에 돌아가서 더 나은 부모, 더 나은 노동자, 더 나은 시민이 되고 싶은 이유입니다."
오바마는 책임감을 요구하는 연설의 일환으로 "지금 우리에게 필요한 것은 새로운 책임의 시대, 즉 모든 미국인에게 필요한 인식"이며 "공공 자금을 관리하는 사람들은 책임을 져야 할 것"이라고 말했다. 오바마는 뮤지컬 코미디 스윙 타임에 나오는 제롬 컨과 도로시 필즈의 노래 "픽 유어셀프 업"의 가사를 인용하며 "오늘부터 우리는 일어나 자신을 털고, 미국을 재건하는 일을 다시 시작해야 한다"고 말했다. 뉴욕 타임스의 칼럼니스트이자 전 드라마 평론가인 프랭크 리치는 이 영화의 필즈 노래 가사와의 연관성을 언급하며, 오바마가 연설에서 "대공황의 미묘한 냄새"를 풍겼다고 썼다.
오바마의 연설은 여러 성경적 언급을 포함하고 있었고, "블랙 교회 전통"의 웅변과 비교되었다. 오바마는 또한 미국이 "기독교인과 무슬림, 유대인과 힌두교도, 그리고 비신자들로 이루어진 국가"라고 말하며, "조각보 같은 유산"이 미국의 강점임을 강조했다. 이것은 미국 대통령이 취임 연설에서 미국 비신자들을 인정한 첫 번째 사례였다.
오바마의 취임 연설은 엇갈린 평가를 받았는데, 일부는 연설의 어조를 절제와 평이함을 칭찬할 만하다고 묘사했고, 다른 일부는 연설을 저급하고 진부하다고 묘사했다. 낙관주의에도 불구하고 오바마는 전임 대통령인 조지 W. 부시와 빌 클린턴을 비판했다. 뉴욕 타임스의 워싱턴 수석 특파원인 데이비드 E. 싱어는 이 연설이 프랭클린 루즈벨트의 미국 가치 회복 요청 이후 취임 연설에서 퇴임하는 대통령에 대한 가장 가혹한 비판이었다고 묘사했다. 부시 행정부는 연설의 어조에 대해 불만을 표하며, 연설이 의례적이지만 존경심을 표하는 감사에서 공개적인 비난으로 바뀌었다고 말했다. 공화당 의원들은 이 연설을 단결을 추구할 기회를 놓쳤다고 보았지만, 오바마의 백악관 비서실장인 람 이매뉴얼은 이 연설이 국민의 의지를 반영한 것이라고 묘사했다. 취임 연설에 대한 분석에서 한 기자는 이 연설이 "현재의 부담과 불확실한 미래를 강조하며, 우리의 미국 유산의 일부인 결단력으로 그 도전에 맞설 수 있다"고 묘사했다.

#### 기도
오바마가 취임식 기도자로 워렌과 로워리를 선택한 것은 논란이 되었다. 워렌은 동성결혼에 대한 강력한 반대 목소리를 냈던 과거가 있었고, 로워리는 시민권 운동가로서의 배경을 가지고 있었다. 오바마와 워렌 모두 취임식 프로그램 동안 동성애 공동체에 직접적인 관심사였던 문제들을 언급하지 않았다. 워렌은 축복기도에서 "우리가 서로 싸울 때"와 "우리가 다를 때에도 우리의 태도에 대한 예의"에 대해 "미국인들을 용서해 달라"고 요청했다. 워렌은 축복기도에서 마틴 루터 킹 박사와 예수를 언급했으며, 주기도로 축복기도를 마쳤다. 로워리는 축복기도를 전달하면서 유머를 사용했다. 그의 메시지 중 하나는 "우리가 이 산꼭대기를 떠날 때, 동지애의 정신과 우리 가족의 하나됨을 붙잡도록 도와달라"는 것이었다. 로워리는 "갈색이 남아 있고, 노란색이 부드러워지고, 붉은 사람이 앞으로 나아가고, 흰색이 옳은 것을 포용할" 날을 기대하는 유머러스한 메시지로 축복기도를 마쳤다.

### 식후 전통 행사

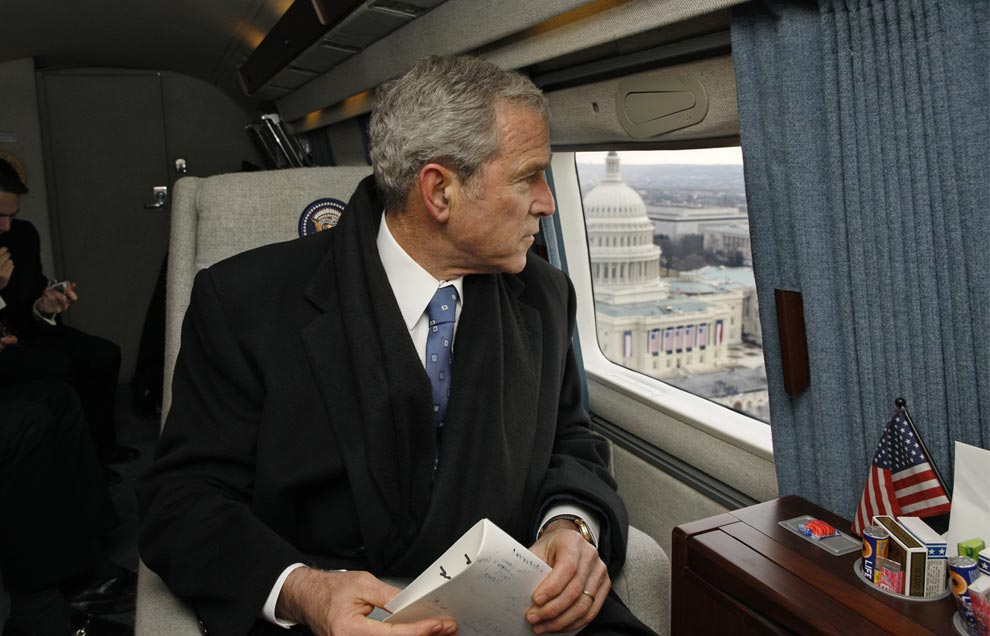
전 대통령 조지 W. 부시가 취임식 후 미국 해병대 헬리콥터를 타고 떠나면서 미국 국회의사당을 바라보고 있다.

미국 국회의사당 서쪽 광장에서 열린 취임식 후, 오바마 대통령, 영부인 미셸 오바마, 조 바이든 부통령과 질 바이든 여사는 전 대통령 조지 W. 부시와 전 영부인 로라 부시를 미국 국회의사당 동쪽의 명예 송별식장으로 안내했다. 오찬 전, 그리고 전통에 따라, 오바마 대통령은 국회의사당 대통령실에서 첫 대통령령에 서명했고, 이어서 오찬 방명록에 서명했다. 오바마가 서명한 첫 번째 명령은 그의 취임일을 "국가 갱신 및 화해의 날"로 선언하는 선포문이었으며, 그는 "우리 국민 모두가 서로에게 봉사하고 새로운 세기를 위한 이 나라를 재건하는 공동의 목적을 위해 봉사할 것"을 촉구했다. 다음으로, 오바마는 내각과 몇몇 차관급 공무원들의 지명을 미국 의회의 승인을 위해 공식적으로 제출하는 명령에 서명했다. 오바마 부부와 바이든 부부는 이어서 미국 국회의사당에서 취임 오찬에 참석했고, 그곳에서 백악관의 대통령 사열대로 이동하여 퍼레이드를 관람했다.

#### 의회 오찬
전 대통령 조지 W. 부시와 전 영부인 로라 부시가 텍사스주 자택인 프레리 채플 목장으로 여정을 시작하는 동안, 오바마 부부와 바이든 부부는 미국 국회의사당 내셔널 스태츄어리 홀에서 열린 취임 오찬에 여러 의회 손님들과 함께했다. 손님 중에는 워싱턴의 최고 입법자들과 전 대통령, 부통령들이 포함되었다. 에이브러햄 링컨 탄생 200주년을 기념하여, 오찬에서 사용된 빨강과 흰색 도자기는 링컨 백악관에서 사용된 것의 레플리카였다.

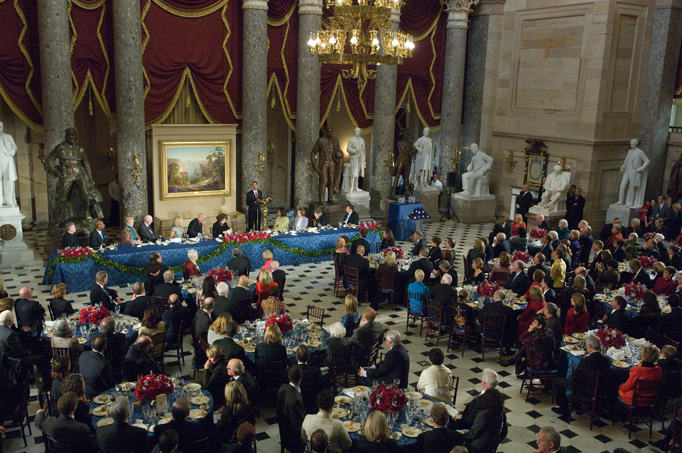
오바마 대통령은 미국 국회의사당 내셔널 스태츄어리 홀에서 오찬 참석자들에게 연설한다.

미국 국회의사당에서의 오찬은 1953년부터 취임 프로그램의 일부였다(그 이전에는 오찬은 보통 백악관에서 퇴임하는 대통령과 영부인이 주최했다). 2009년 취임 오찬의 메뉴는 종종 신임 대통령과 부통령의 고향 주를 대표하는 요리를 특징으로 하는데, 해산물 스튜, 오리와 꿩류 메인 요리, 피노 누아 와인, 그리고 사과 시나몬 스펀지 케이크와 달콤한 크림 글라세 디저트가 포함되었다. 1985년부터 그림이 주빈석의 배경으로 사용되었다. 2009년 취임 오찬에는 토머스 힐의 1865년작 '요세미티 계곡의 풍경'이 전시되었는데, 이 그림은 에이브러햄 링컨이 1864년 요세미티 그랜트에 서명한 것을 기념하는 그림으로, 이는 연방 정부가 공공용으로 공원 부지를 보호한 첫 번째 사례였다.
오찬 중 테드 케네디 상원의원은 발작으로 쓰러져 병원으로 이송되었다. 의료 비상 사태에 대한 초기 보도는 가장 나이 많은 상원 의원인 로버트 버드 상원의원도 오찬 중 병이 났다는 잘못된 주장을 제기했다. 이 보도들은 나중에 부인되었고, 케네디의 오랜 친구였던 버드는 결국 케네디 사건이 자신을 방해하여 떠나게 만들었다고 설명했다.

#### 취임 퍼레이드

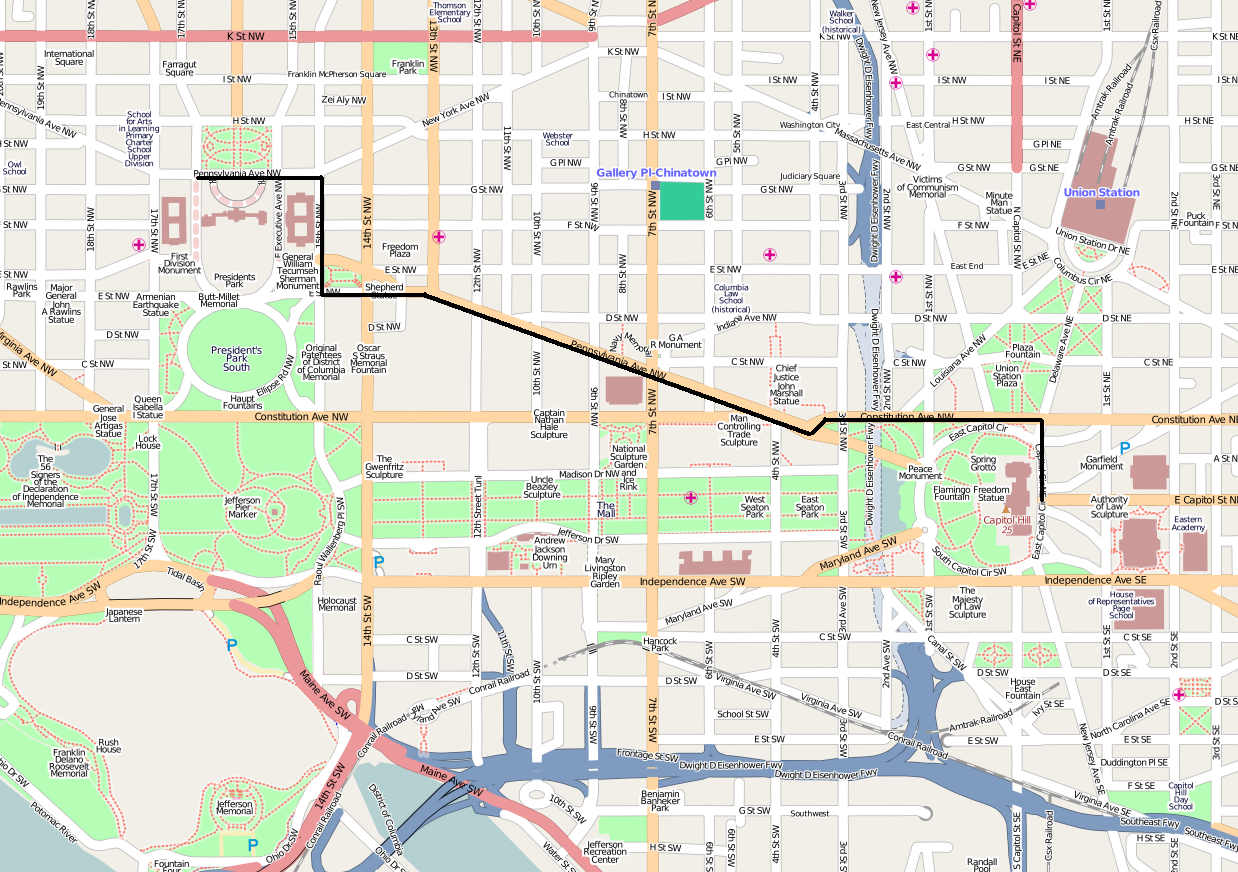
2009년 취임 퍼레이드 경로

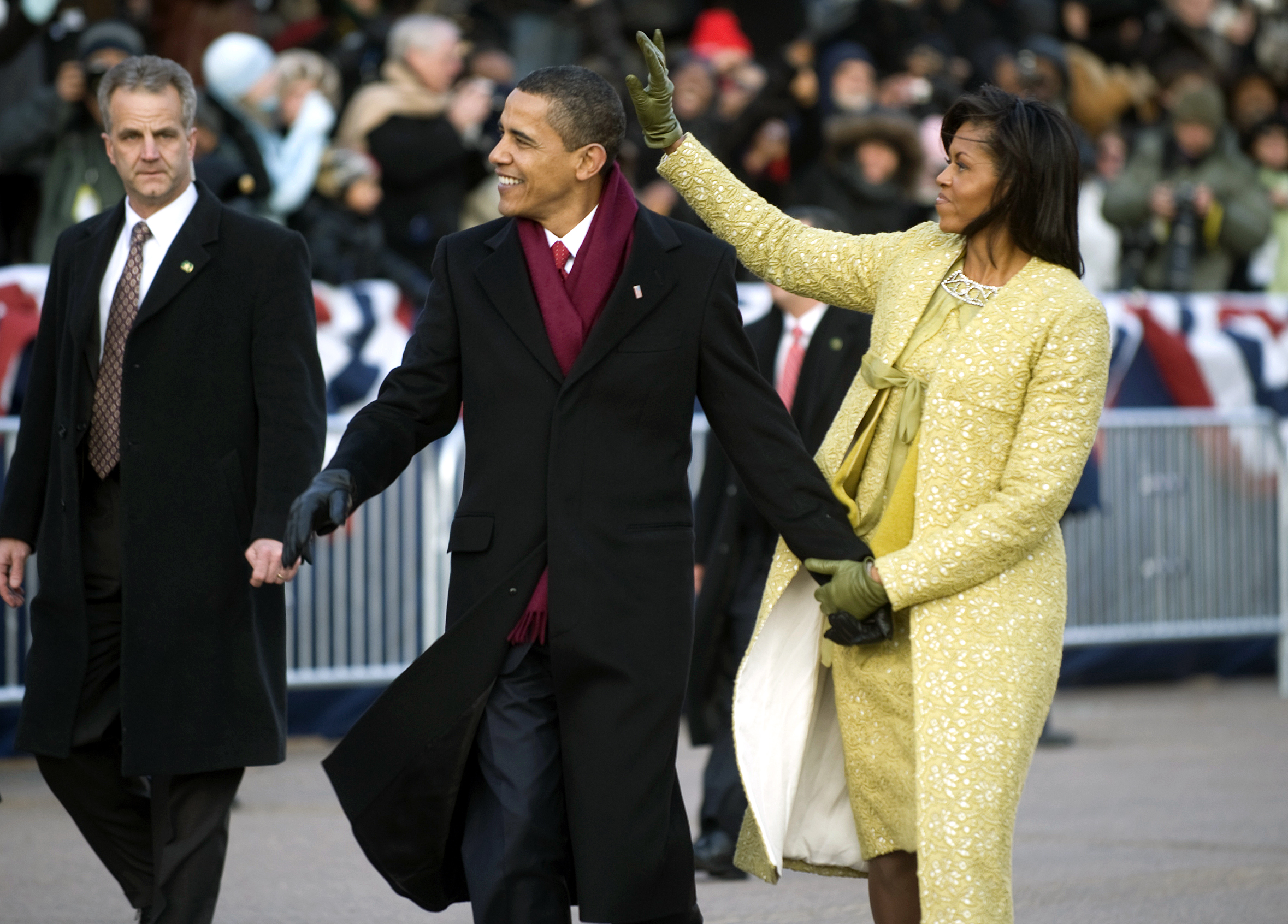
오바마 대통령과 영부인 미셸 오바마가 취임 퍼레이드 경로를 걷고 있다.

취임 퍼레이드 경로는 미국 국회의사당에서 북서쪽 펜실베이니아 애비뉴를 따라 백악관 북쪽 면에서 끝났다. 퍼레이드 대부분 동안 오바마 대통령과 미셸 오바마 영부인은 잠재적 보안 위협 때문에 새로운 장갑 리무진을 타고 이동했다. 대통령과 영부인은 두 차례 리무진에서 내려 펜실베이니아 애비뉴를 따라 퍼레이드 일부를 걸었다. 바이든 부통령과 아내 질은 자녀 보, 헌터, 애슐리와 함께 여러 지점에서 퍼레이드 경로를 걸었다.
퍼레이드는 취임식 후 오후와 초저녁까지 두 시간 이상 지속되었다. 퍼레이드 참가자로는 15,000명의 사람들, 240마리의 말, 마리아치 밴드, 수십 개의 행진 밴드, 버지니아 군사 학교 사관생도단, 그리고 두 개의 드럼 및 뷰글 부대인 카데츠와 콜츠가 포함되었다. 오바마는 그의 하와이 고등학교인 푸나호우 스쿨의 행진 밴드를 학생군사교육단 행진 부대와 함께 퍼레이드에 초대했다.
조 바이든 부통령은 델라웨어주에서 여러 단체를 퍼레이드에 초대했다. 델라웨어주 구간은 바이든이 명예 회원으로 있는 델라웨어 자원 소방관 협회, 바이든의 모교인 델라웨어 대학교의 파이튼 블루 헨 행진 밴드, 델라웨어의 프라이드, 그리고 델라웨어 주립 대학교의 호넷 어프로칭 스톰 행진 밴드가 이끌었다.
NASA 우주비행사 렉스 J. 월하임은 퍼레이드에서 성조기를 들고 NASA의 차세대 우주복 시제품을 입고 행진했다. 우주비행사 마이클 L. 게른하트는 퍼레이드에서 월면차 시제품을 운전했다. 우주비행사 월하임과 게른하트 외에도 STS-126 우주왕복선 인데버 임무 승무원들도 취임 퍼레이드에 행진했다.

#### 취임 무도회
버락 오바마 대통령과 미셸 오바마 영부인은 2009년 1월 20일 저녁 10개의 공식 취임 무도회에 참석했다. 버락 오바마는 시카고에 본사를 둔 남성복 회사인 하트 샤프너 마르크스에서 제작한 새 턱시도를 입었다. 그는 또한 일반적인 검은색 대신 흰색 보타이를 매었다. 전통주의자들은 흰색 타이는 일반적으로 흰색 조끼와 꼬리 연미복과 함께 착용되기 때문에 이를 패션 실수로 간주했다. 미셸 오바마는 26세의 뉴욕 기반 디자이너 제이슨 우가 디자인한 흰색 어깨 한쪽이 드러난 민소매 가운을 입었는데, 이는 전 영부인 로라 부시와 힐러리 클린턴이 고향 디자이너들을 선보이던 최근의 관행을 깼다.

##### 버락 오바마 이웃 취임 무도회
이웃 취임 무도회는 월터 E. 워싱턴 컨벤션 센터에서 열린 6개의 무도회 중 하나로, 대통령과 영부인이 그날 저녁 처음으로 들른 곳이었다. 오바마 부부는 비욘세 놀스가 글렌 밀러의 고전 "앳 라스트"를 부르며 첫 춤을 추었다. 대통령 취임 위원회에 따르면, 이웃 취임 무도회는 무료 또는 저렴한 티켓으로 개최된 최초의 무도회였으며, "취임 무도회는 일반적으로 고위 인사와 기부자들의 독점적인 모임으로 일반 미국인에게는 비공개였던" 최근 역사와 대조된다. 무도회 티켓의 일부는 워싱턴 D.C. 주민을 위해 예약되었다.

##### 다른 공식 취임 무도회
오바마 부부가 그날 저녁 참석한 다른 아홉 개의 공식 취임 무도회는 다음과 같다.
- 총사령관 무도회, 국립 건축 박물관, 두 번째로 열린 이 무도회에는 미국군 현역 및 예비군, 현재 해외에 파병된 미군 가족, 전사한 군인 가족, 퍼플 하트 훈장 수훈자들이 참여했다.[149][156][157]
- 동부 무도회, 유니언역, 뉴잉글랜드의 코네티컷주, 메인주, 매사추세츠주, 뉴햄프셔주, 로드아일랜드주, 버몬트주와 대서양 영토인 푸에르토리코 및 미국령 버진아일랜드에서 온 손님들을 위해 개최되었다. 제임스 테일러가 무도회 참석자들을 위해 공연했다.[149][158]
- 중부 대서양 무도회, 워싱턴 컨벤션 센터, 컬럼비아 특별구와 중부 대서양 주의 메릴랜드주, 뉴욕주, 뉴저지주, 버지니아주, 웨스트버지니아주에서 온 손님들을 위해 개최되었다. 이 무도회에서는 더 데드의 2009년 첫 공연이 열렸다.[149]
- 중서부 무도회, 워싱턴 컨벤션 센터, 미국 중서부의 인디애나주, 아이오와주, 캔자스주, 미시간주, 미네소타주, 미주리주, 노스다코타주, 네브래스카주, 오하이오주, 사우스다코타주, 위스콘신주에서 온 손님들을 위해 개최되었다.[149]
- 오바마 대통령 고향 주 무도회, 워싱턴 컨벤션 센터, 버락 오바마의 고향 주 하와이주와 일리노이주에서 온 손님들을 위해 개최되었다. 잭 존슨, 커먼, 돈 캐겐 오케스트라가 음악을 연주했다.[149]
- 남부 무도회, D.C. 아모리, 미국 남부의 앨라배마주, 아칸소주, 플로리다주, 조지아주, 켄터키주, 루이지애나주, 미시시피주, 노스캐롤라이나주, 사우스캐롤라이나주, 테네시주, 텍사스주에서 온 손님들을 위해 개최되었다.[149]
- 바이든 부통령 고향 주 무도회, 워싱턴 컨벤션 센터, 조 바이든의 고향 주 델라웨어주와 펜실베이니아주에서 온 손님들을 위해 개최되었다.[149]
- 서부 무도회, 워싱턴 컨벤션 센터, 미국 서부의 알래스카주, 애리조나주, 캘리포니아주, 아이다호주, 콜로라도주, 몬태나주, 오클라호마주, 오리건주, 네바다주, 뉴멕시코주, 유타주, 워싱턴주, 와이오밍주와 태평양 영토인 아메리칸사모아 및 괌에서 온 손님들을 위해 개최되었다.[149]
- 청년 무도회, 워싱턴 힐튼 타워, 18세에서 35세 사이의 손님들을 위해 특별히 개최된 행사였다.[149]

오바마 대통령과 영부인은 2009년 1월 21일 저녁에도 하나의 취임 무도회에 참석했다.
- 오바마 아메리카 스태프 무도회, D.C. 아모리, 오바마 대통령의 2008년 대통령 선거 운동 참모들을 위해 개최되었다. 이 무도회에서는 데이비드 플루프, 조 바이든, 버락 오바마의 연설과 제이Z와 아케이드 파이어의 공연이 있었다.[159]

##### 자정 이후 모임
1월 20일 취임 무도회를 공식적으로 방문한 후, 오바마 부부는 백악관에서 70명의 초기 지지자, 친한 친구 및 가족을 위해 자정 이후 모임을 주최했다. 백악관에서 열린 심야 축하 행사에 참석한 손님으로는 오프라 윈프리, 밸러리 재럿, 데이비드 액설로드, 시카고 시장 리처드 데일리, 앨라배마주 아투르 데이비스 하원의원, 하와이주 닐 애버크롬비 하원의원, 미셸 오바마의 오빠 크레이그 로빈슨이 있었다. 일리노이주 의회 대표단도 심야 행사에 참석했는데, 여기에는 딕 더빈 상원의원과 멜리사 빈 하원의원, 잰 셔카우스키 하원의원, 루이스 구티에레즈 하원의원, 제리 코스텔로 하원의원이 포함되었다.

#### 국민 기도회
2009년 1월 21일에 오바마 대통령, 미셸 오바마 영부인, 바이든 부통령과 그의 아내 질 바이든 박사는 워싱턴 국립 대성당에 모여 국민 기도회를 가졌다. 기도회에서 오바마 부부와 바이든 부부는 빌 클린턴 전 대통령과 그의 아내 힐러리 클린턴과 함께 앞 좌석에 앉았는데, 힐러리 클린턴은 그날 늦게 국무장관으로 취임했다. 기도회에는 미국 의회 의원, 외교관 및 기타 고위 인사들을 포함하여 약 3,200명의 초대 손님들이 참석했다.

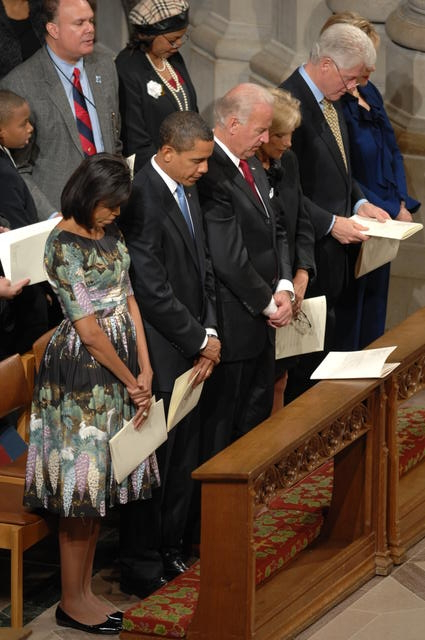
왼쪽부터: 오바마 부부, 바이든 부부, 클린턴 부부가 2009년 1월 21일 워싱턴 국립 대성당의 앞 좌석에 앉아 있다.

종교 간 예배 서비스의 주제는 포괄성과 종교적 다양성을 반영했으며, 개신교 목사, 여성 힌두교 및 이슬람 종교 지도자, 랍비, 가톨릭 및 성공회 주교들이 예배 내내 성경 낭독과 기도를 했다. 예배를 위한 기도는 조지 워싱턴의 1789년 취임 기도회와 에이브러햄 링컨의 1865년 취임 연설에서 따온 구절, 예를 들어 "누구에게도 악의를 품지 않고, 모두에게 자비를 베풀어라"와 같은 문구를 포함했다. 취임 기도회를 위한 주요 설교는 그리스도의 제자 교회의 총회 목사 겸 회장인 셰론 E. 왓킨스 목사가 전달했으며, 그녀는 취임 기도회에서 설교를 한 최초의 여성이었다. 그녀의 설교에서 왓킨스는 힌두교, 유대교, 이슬람 및 체로키족 신앙에 뿌리를 둔 다양한 출처의 구절들을 통합했다.

## 비공식 행사
공식 행사 외에도, 취임 전 며칠과 취임 다음 날 저녁 동안 워싱턴 D.C.와 주변 지역에서는 다양한 모임과 축하 행사가 열렸다. 그중 새로 만들어진 "국민 취임 무도회"는 경제적, 신체적 어려움으로 인해 취임식 축제에 참석할 수 없는 미국 전역의 사람들을 위해 개최되었다. 페어팩스군 출신의 사업가 얼 W. 스태포드는 가족 재단을 통해 약 160만 달러를 사용하여 약 300명의 손님을 워싱턴 D.C.로 초대했으며, 2009년 1월 19일 총 450명 가량이 참석하는 무도회를 주최했다. 참석자들에게는 초대장과 함께 의류, 신발, 턱시도, 호텔 객실이 제공되었다.

## 참석자

### 귀빈, 가족 및 유명 인사
퇴임하는 조지 W. 부시 대통령, 퇴임하는 딕 체니 부통령, 전 대통령 지미 카터, 조지 H. W. 부시, 빌 클린턴, 그리고 전 부통령 월터 먼데일, 댄 퀘일, 앨 고어는 각자의 배우자들과 함께 취임식에 참석했다. 여기에는 오바마의 민주당 예비 선거 주요 상대였던 힐러리 클린턴 (오바마가 콘돌리자 라이스의 후임 국무장관으로 지명한 인물)도 포함되었다. (클린턴은 낙선 후보가 아닌 전 영부인 자격으로 참석했다.) 체니는 상자 옮기다 다친 부상 때문에 휠체어를 사용했다.
1963년 역사적인 워싱턴 행진 집회에서 연설했던 유일한 생존 연설가인 존 루이스 (정치인) 하원의원이 취임식 무대에 참석했다. 180명 이상의 터스키기 에어맨이 취임식에 초대 손님으로 참석했다. US 에어웨이스 1549편의 승무원 5명은 취임 선서식에 참석했는데, 여기에는 5일 전 라과디아 공항을 출발한 직후 조류 충돌로 양쪽 엔진을 모두 잃은 후 맨해튼 근처 허드슨강에 항공기를 착륙시킨 조종사 체슬리 설렌버거도 포함되었다.
87세의 사라 오바마는 아버지의 고향 마을인 코겔로에서 온 오바마의 케냐 친척들을 이끌었다. 케냐에서 온 다른 친척으로는 오바마의 이모 매기 오바마, 삼촌 사이드 오바마, 그리고 이복형 말릭 오바마가 있었다. 또한 케냐 청년 운동가이자 마틴 루터 킹 주니어 아프리카 재단 이사장인 므완기 무카미가 취임식 행사에 참석했다. 무카미는 오바마 전 세계 지지자 캠페인의 의장을 맡았지만, 이는 공식 캠페인과는 무관했다. 델라웨어주 법무장관이자 델라웨어 육군 주 방위군의 장교 및 법무관인 조 바이든의 아들 보는 취임식에 참여하기 위해 이라크 복무에서 특별 휴가를 받았다.
유명 인사로는 배우 더스틴 호프먼, 새뮤얼 L. 잭슨, 톰 행크스, 덴절 워싱턴, 토크쇼 진행자 오프라 윈프리, 가수 비욘세 놀스, 감독 스티븐 스필버그, 콜롬비아 가수 샤키라, 복서 무하마드 알리, 골프 선수 타이거 우즈가 참석했다.

### 군중 및 일반 티켓 소지자

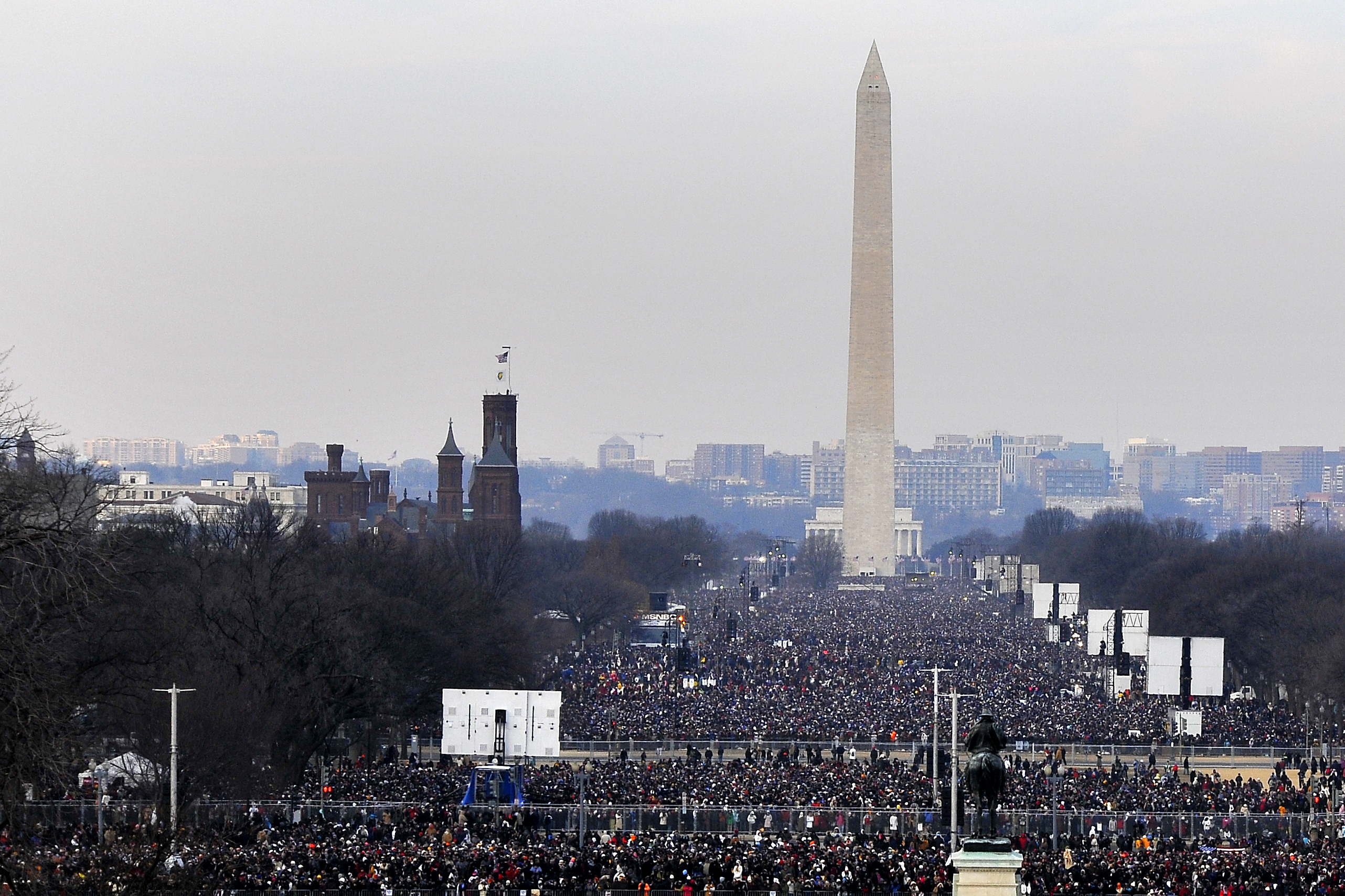
내셔널 몰에서 취임식을 관람하는 군중. 워싱턴 기념탑과 그 뒤의 링컨 기념관이 배경에 있다.

취임식 참석자 수는 공식적으로 집계되지 않았지만, 여러 자료에 따르면 이 취임식은 워싱턴 D.C.에서 열린 행사 중 역대 최다 관객을 기록했다. 보안 및 교통 관리를 조정한 정부 기관 및 연방 공무원은 여러 카메라와 현장 개인들이 수집한 정보를 바탕으로 참석자 수를 180만 명으로 추정했다. 워싱턴 포스트는 취임식의 추정 군중 규모를 보도했으며, 미국 국립공원관리청은 이 추정치에 이의를 제기하지 않았다.
애리조나 주립 대학교의 스티븐 도이그 교수는 동일한 위성 이미지를 사용하여 110만 명이 취임식에 참석했다고 추정했다. 이 이미지는 오바마의 취임 선서식 45분도 채 안 되어 촬영되었지만, 도이그는 행사 전에 아직 도착 중이던 사람들을 포함하도록 자신의 추정치를 조정했다. 군중 추정치에도 불구하고 도이그는 "만약 내기를 걸어야 한다면, [버락] 오바마 군중이 [존슨]이나 다른 어떤 행사보다 실제로 더 많았다고 말할 것이다... 나는 그것이 가장 큰 군중이었다고 전적으로 생각할 준비가 되어 있다."라고 말했다. 1965년 린든 B. 존슨의 두 번째 취임식에는 약 120만 명이 참석했다.
취임식을 위해 미국 국회의사당에 도착한 엄청난 군중 속에서, 보안 요원들이 공식 의식 시작과 함께 문을 닫은 후 약 4,000명의 티켓 소지자들이 국회의사당 경내의 예약 구역에 진입할 수 없었다. 많은 티켓 소지자들은 내셔널 몰로 향하는 보행자 통로인 터널에 갇혔다. 사람들은 보라색 티켓을 들고 있던 예비 관람객들을 따라 한 터널을 "퍼플 터널 오브 둠"이라고 불렀다. 다른 사람들은 예약 구역에 진입하기 위해 긴 줄에서 기다리며 갇혀 있었다. 다이앤 파인스타인 상원의원은 합동 의회 취임 위원회 위원장으로서 피해를 입은 티켓 소지자들의 불만을 해결하기 위해 조사를 시작했다. 위원회는 나중에 취임식을 관람하기 위해 국회의사당 경내로 진입할 수 없었던 티켓 소지자들에게는 취임 선서식 초대장과 프로그램 사본, 오바마 대통령과 바이든 부통령의 사진, 그리고 취임식 컬러 인쇄본이 제공될 것이라고 발표했다.
취임식 날은 워싱턴 메트로 교통 시스템에서 여러 기록을 깼다. 1,120,000명으로 추정되는 메트로레일 이용객 수는 전날 세워진 866,681명의 기록(2008년 7월 11일 세워진 기록을 깬 것)을 깼고, 시스템 역사상 첫 100만 명 이상 이용일을 기록했다. 메트로는 또한 423,000회의 버스 이용과 1,721회의 메트로액세스 이용을 제공하여 총 1,544,721회의 이용을 기록했으며, 이는 교통 당국 역사상 가장 높은 이용객 수였다. 2018년 10월 현재, 취임식 당일 군중은 여전히 메트로레일 역사상 가장 많았지만, 2017년 여성 행진은 추정치가 아닌 집계된 단일일 이용객 수로 1,001,613명을 기록하며 가장 많았다. 또한 일요일 행사는 메트로가 일요일 단일일 기록인 616,324명을 세우는 데 도움을 주었으며, 이는 여전히 가장 많은 일요일 군중이다.

### 보안
2001년과 2005년의 54회 및 55회 대통령 취임식과 마찬가지로, 2009년의 56회 대통령 취임식도 국가 특별 보안 행사 (NSSE)로 지정되었으며, 이에 따라 미국 비밀경호국이 전체 보안 계획의 개발 및 실행을 위한 연방 주도 기관이 되었다. 연방수사국(FBI)은 대테러, 정보, 범죄 수사를 위한 연방 주도 기관이 되었고, 연방 재난 관리청 (FEMA)은 테러 공격, 자연재해 또는 기타 재앙적인 사건 발생 후 위기 관리를 위한 연방 주도 기관이 되었다. 미국 국회의사당 경찰은 취임 연단과 취임 오찬을 포함하여 국회의사당 단지 내 보안 및 비상 대응에 대한 주요 책임을 맡았다. NSSE 지정은 마이클 처토프 국토안보부 장관에 의해 2008년 12월 10일에 이루어졌다. 취임식은 9·11 테러 이후 10년 동안 강화된 보안 시대에 열렸다. 취임 활동을 위해 워싱턴 D.C.에 예상되는 군중 규모 때문에, 기획자들은 공공 안전 및 보안에 대한 우려를 제기했다. 워싱턴 D.C. 지역의 합동 군사 태스크포스 사령관인 육군 리처드 로위 장군은 특히 2008년 11월 인도에서 발생한 뭄바이 테러를 고려할 때, 보안 부대가 이전에 상상할 수 없었던 보안 위협을 예측하기 위해 상상력을 발휘해야 했다고 설명했다. 테러 위협으로 인해 관심이 높아졌다.

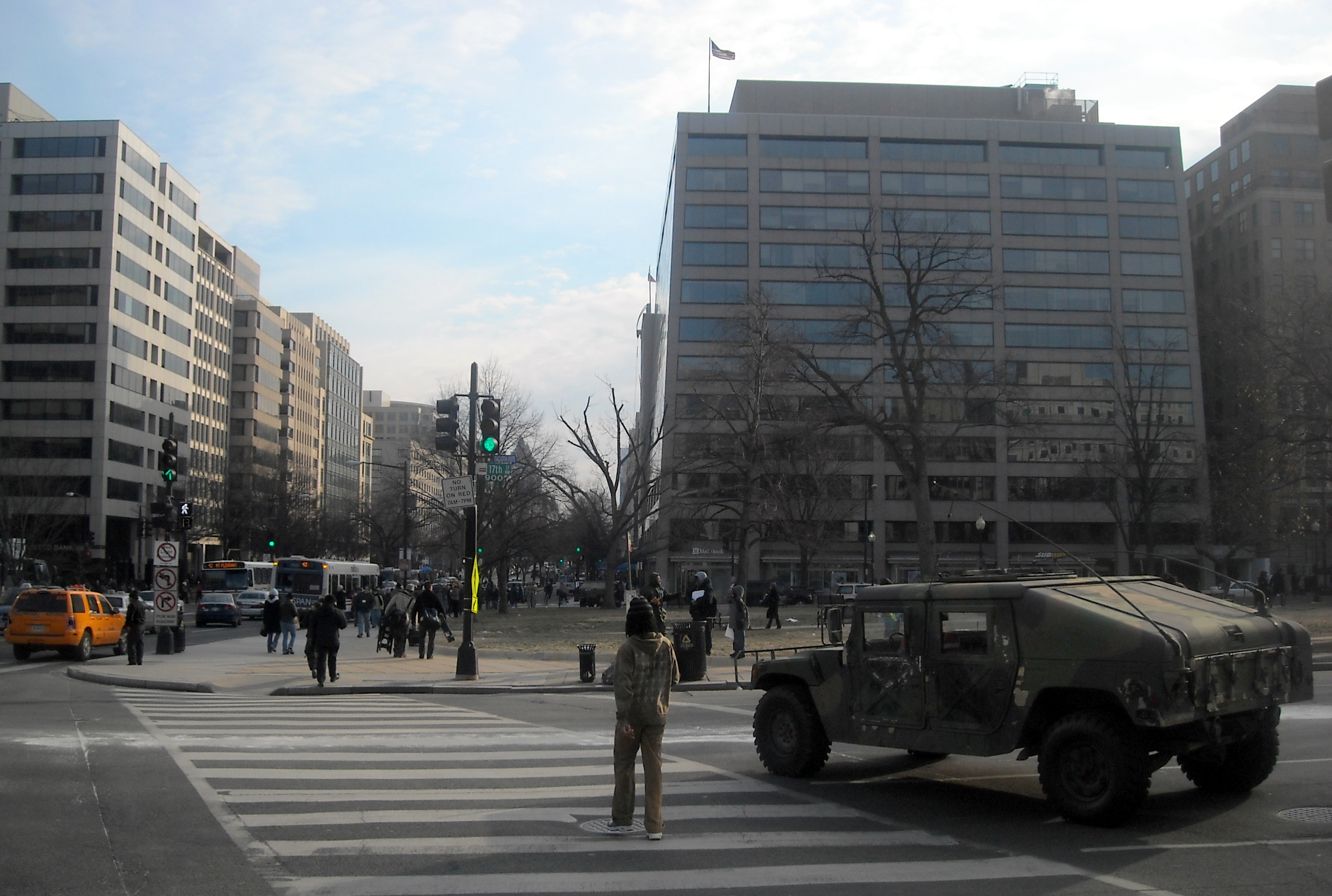
취임식 동안 워싱턴 D.C. K 스트리트의 미국 주 방위군 차량

컬럼비아 특별구의 경찰 병력은 일시적으로 두 배로 늘어났고, 미국 전역에서 8,000명의 경찰관이 추가로 배치되었다. 경찰 병력은 1,000명의 FBI 요원의 지원을 받아 행사의 보안을 제공했으며, 비밀경호국 대테러 저격팀은 지역 전체의 숨겨진 장소에 배치되었다. 미국 교통안전청은 비밀경호국을 지원하여 내셔널 몰에 입장하는 참석자들의 보안 검사를 위해 300명 이상의 국가 배치 부대 소속 요원을 배치했다. 주 방위군 병력 10,000명이 현장에 배치되었는데, 5,000명은 의례적인 보안 임무를 수행하고 1,300명의 비무장 병력은 공원 경찰을 도와 내셔널 몰의 군중을 통제했다. 1-175 보병 C 중대는 내셔널 몰의 첫 번째와 두 번째 대중 관람 구역 사이의 7번가 북서쪽 교차로에서 보안을 제공했으며, 나머지 대원들은 다른 보안 기능을 수행했다. 연방 항공국은 2009년 1월 20일 오전 10시부터 오후 6시까지 워싱턴 D.C. 상공의 추가적인 공역 제한을 시행했다. 국방부 장관 로버트 게이츠는 재난 발생 시 정부의 연속성을 보장하기 위한 지정생존자로 선정되었으며, 그는 취임식 날 워싱턴 D.C. 외곽의 미군 시설에서 시간을 보냈다.
취임 선서식이나 퍼레이드의 군중 속에서 취임식 날 체포된 사람은 아무도 없었다. 보안 관리를 담당하는 고위 연방 요원에 따르면, 취임식 행사 동안 어떤 기관에서도 체포가 이루어지지 않았다는 사실은 워싱턴 D.C.에 2백만 명에 가까운 기록적인 군중이 모인 행사에서는 전례가 없는 일이었다. 2009년 저널리스트 로널드 케슬러가 쓴 책 『대통령 비밀경호국에서』에 따르면, 정보 관계자들은 알샤바브와 관련된 개인들이 취임식을 방해하려고 시도할 수 있다는 정보를 입수했다. 이에 대응하여 취임식 퍼레이드 경로를 따라 12개 이상의 대저격팀이 배치되었다. 인근 직원과 호텔 투숙객의 범죄 기록을 조사했지만, 그러한 공격은 발생하지 않았다. 케슬러는 또한 취임식 동안 일부 보안상의 미비점을 보고했는데, 100명 이상의 주요 캠페인 기부자와 VIP가 검사 없이 "보안" 버스에 탑승할 수 있었던 사례가 포함되었다.

## 시청률

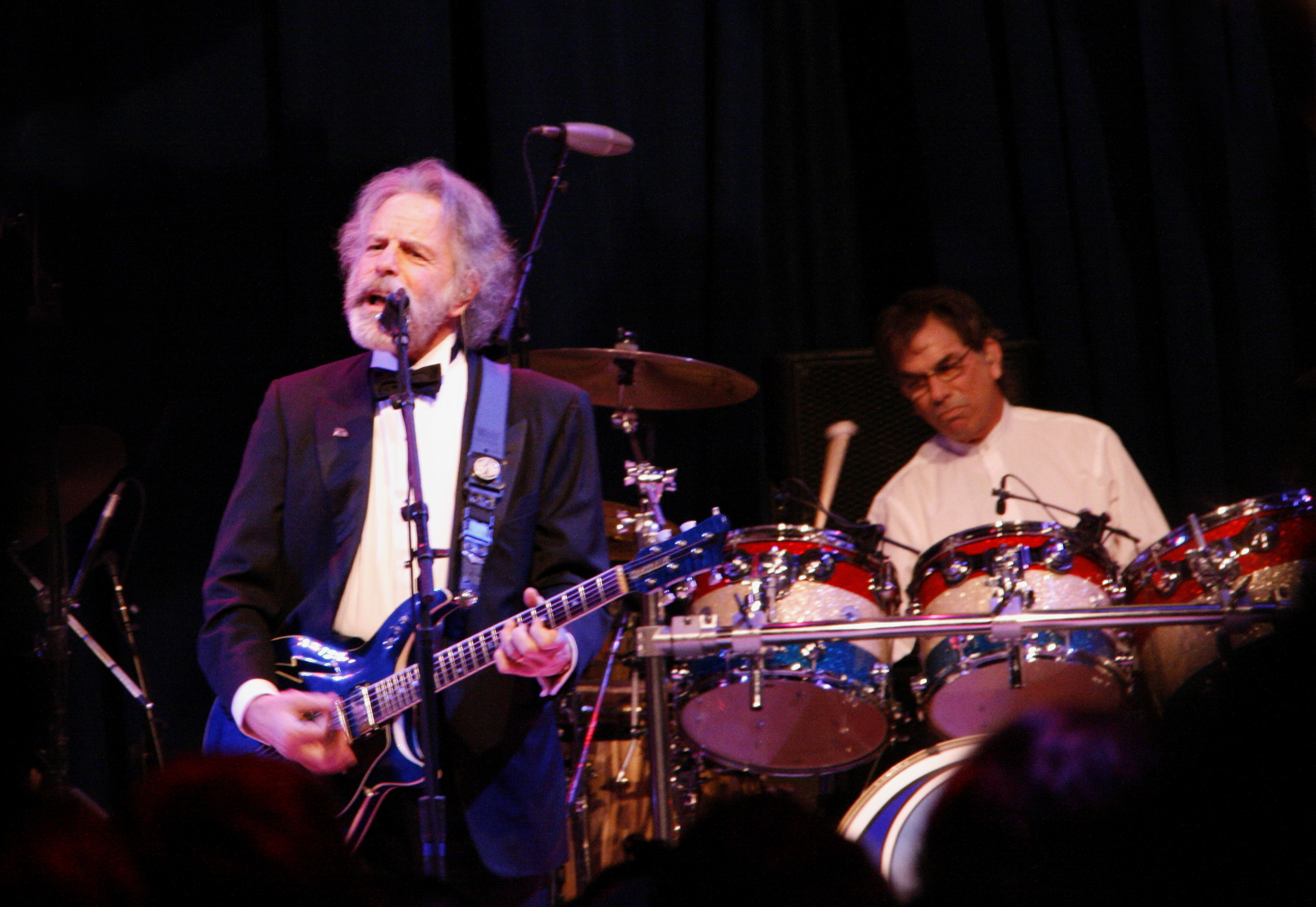
밥 위어 (기타 연주)와 미키 하트 (드럼 연주)의 그레이트풀 데드가 2009년 1월 20일 중부 대서양 취임 무도회에서 공연하고 있다.

### TV 시청자
닐슨 TV 시청률에 따르면 미국 내 56개 주요 미디어 시장에서 TV의 29.2%가 취임식에 맞춰져 있었는데, 이는 로널드 레이건의 첫 1981년 취임식 이후 최대 시청률이었으며, 2005년 조지 W. 부시 취임식의 시청률의 거의 두 배에 달했다. 롤리-더럼 시장은 51% 이상의 가구가 그날 행사를 시청하며 가장 많은 TV 시청자를 기록했는데, 이는 부분적으로 폭설로 인해 사람들이 실내에 머물렀고 부분적으로 그 지역에 아프리카계 미국인 인구가 많았기 때문이라고 분석되었다. 시청률 상위 10대 미디어 시장 중 4곳은 노스캐롤라이나주, 2곳은 버지니아주, 1곳은 메릴랜드주에 있었으며, 워싱턴 D.C. 시장은 TV 시청률에서 두 번째로 높았다. 또한 행사가 평일에 진행되었기 때문에 전국 학교와 직장에서 취임식 시청을 허용했다.
미국 동부 표준시 오전 10시부터 오후 5시 사이에 측정된 오바마 취임식 행사의 미국 TV 시청률은 17개 방송 및 케이블 채널에서 평균 3,780만 명을 기록했으며, 실시간 영상 스트리밍을 시청한 온라인 시청자는 포함되지 않았다. 오바마 취임식 행사는 방송 네트워크와 케이블 채널을 모두 포함하여 평균 3,780만 명의 미국 TV 시청률을 달성했지만, 1981년 레이건 취임식 행사의 미국 TV 시청률보다는 낮았는데, 이는 ABC, CBS, NBC 방송 네트워크만으로 평균 4,180만 명을 기록했다.
유럽의 TV 시청률 측정 결과, 독일이 1,100만 명으로 오바마 취임식에서 가장 많은 시청자를 기록했고, 프랑스가 700만 명, 영국이 510만 명으로 그 뒤를 이었다.
영국방송공사 (BBC)에 따르면, 영국에서는 650만 명의 시청자가 취임식 하이라이트를 저녁 뉴스 프로그램에서 시청했다.

### 인터넷 트래픽
오바마 취임식은 뉴스 및 소셜 네트워킹 웹사이트로의 인터넷 트래픽 급증과 기록적인 영상 스트리밍 수를 초래했다. CNN은 당일 오후 3시 30분(동부 표준시)까지 2,100만 건 이상의 영상 스트리밍을 기록했는데, 이는 역대 최고 기록이며, 그날 1억 3,600만 건의 페이지 뷰를 기록했다. 오바마 취임식을 시청하기 위한 웹 트래픽 급증 중 한때 BBC는 웹사이트의 실시간 영상 피드에서 다운타임을 보고했다. 과도한 웹사이트 트래픽으로 인해 BBC 영상 피드는 30분 동안 끊겼으며, 웹 방문자들은 실시간 영상 대신 "나중에 다시 방문해주세요"라는 메시지를 보았다.
기술 기업 아카마이는 5,401,250명의 웹 사용자가 1분 이내에 뉴스 사이트에 접속했으며, 이는 회사가 2005년에 데이터를 추적하기 시작한 이래 뉴스 웹사이트 중 다섯 번째로 높은 피크를 기록했다고 보고했다. 최고 사용량 시간 동안 뉴스 웹사이트는 700만 개의 동시 영상 스트림을 제공했는데, 이는 아카마이 역사상 가장 많은 동시 영상 스트림 수였다. 오바마 취임식은 미국 대통령 취임식 중 인터넷 시청률 최고 기록을 달성했을 뿐만 아니라, 취임 선서식의 실시간 오디오 설명을 처음으로 제공하고 행사의 실시간 웹캐스트에 클로즈드 캡션을 포함한 최초의 취임 행사였다.

## 국제 사회의 반응

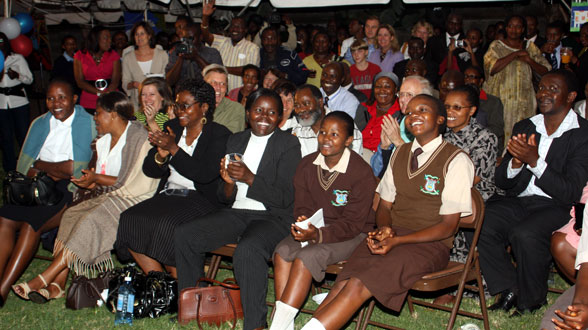
케냐 나이로비의 미국 대사관에서 취임식을 지켜보는 케냐인들

국제사회는 버락 오바마의 취임식에 전례 없는 관심을 보였다. 전 세계 수많은 국가의 국민들과 해당 국가에 거주하는 미국 재외국민 수백만 명이 오바마 취임식을 텔레비전과 인터넷으로 생중계로 시청했다. 일부 국가에서는 오바마 취임식이 2008년 하계 올림픽의 개막식만큼 많은 시청자를 확보했다.
취임식을 둘러싼 축하와 행사의 중요성에 대한 칭찬, 오바마의 취임에 대한 축하는 국제적으로 다양했다. 오바마의 아버지 고향인 케냐에서는 취임식을 공휴일로 정해 축하했다. 자카르타의 인도네시아인들과 미국인들은 오바마가 어릴 적 다녔던 멘텡 제1국립초등학교 학생들의 공연이 펼쳐지는 무료 자정 무도회에서 취임식을 시청했다. 일본 오바마시에서는 하가사 절에서 불꽃놀이, 종소리, 훌라 춤으로 행사를 축하했다. 캐나다의 총독 미카엘 장과 총리 스티븐 하퍼는 캐나다 국민을 대표하여 축하를 전했으며, 멕시코 대통령 펠리페 칼데론은 오바마가 "새로운 미국 대통령으로서의 임무에 큰 성공을 거두기를" 기원했다. 이스라엘 대통령 시몬 페레스는 오바마의 취임식을 미국에게 "위대한 날"이라고 묘사했으며, 영국 총리 고든 브라운은 "전 세계가 오바마 대통령의 취임식을 지켜보고 있으며, 미국 역사와 세계 역사의 새로운 장을 목격하고 있다"고 언급했다.
일부 국가 지도자들은 오바마 취임식에 대한 열정을 유보했으며, 일부 지역에서는 행사 보도가 심지어 조용했다. 쿠바 국가평의회 의장 피델 카스트로의 동생인 라울 카스트로는 "[오바마가] 좋은 사람처럼 보인다. 행운이 있기를 바란다"고 말했으며, 쿠바 의회 의장 리카르도 알라르콘은 오바마에 대한 언급에서 "새로운 [미국] 대통령은 '큰 물음표'이다"라고 인정했다. 이란 외무장관 마누체르 모타키는 "오바마가 올바른 길을 선택하고, 과거를 보상하며, 적대감과 미국의 헤게모니를 제거하고, 이전의 정치적 실수를 수정한다면, 우리는 적대감을 갖지 않을 것이다"라고 언급하며 새로운 방향에 대한 개방성을 희망했다. 러시아의 국영 러시아 1채널의 대표적인 이른 저녁 뉴스 프로그램은 오바마 대통령 취임식을 사소한 뉴스 기사로 다루었으며, 대신 이날의 많은 방영 시간을 우크라이나와의 가스 전쟁에 할애했다. 중화인민공화국은 국영 중국중앙텔레비전에서 오바마 취임식을 생중계했으며, 오바마의 발언을 검열할 시간을 주기 위해 짧은 지연을 두고 중국 표준어로 동시 통역을 제공했다. 오바마 대통령이 "이전 세대들은 파시즘과 공산주의에 맞서 싸웠다"고 언급했을 때, 중국 국영 텔레비전 관계자들은 방송 연설에서 갑자기 전환하여 스튜디오에서 토론을 시작했다. 조선민주주의인민공화국의 국영 인쇄, 라디오, 텔레비전 매체는 행사 후 몇 시간 동안 오바마 취임식에 대한 보도나 언급을 전혀 하지 않았으며, 대신 적도 기니가 북한 대사를 환영하는 소식을 다루는 데 집중했다.
이라크의 일반 시민들조차도 새 대통령에 대해 조심스러운 낙관론을 보였다. 한 이라크 시민은 "만약 [오바마가] 말한 대로 잘할 수 있다면, 우리의 모든 문제는 해결될 것이다"라고 말하며, "[오바마는] 좋은 사람이지만, 이라크의 많은 사람들은 모든 미국 대통령이 똑같고 우리가 그들의 이익을 위한 놀이터라고 믿는다"고 덧붙였다. 또 다른 시민은 "오바마는 같은 대우를 받지 못할 것이다. ... 하지만 우리에게 자신을 증명할 시간이 그리 길지 않을 것이다"라고 언급했다.

## 같이 보기
- 버락 오바마 대통령 취임 100일
- 버락 오바마 행정부
- 버락 오바마의 대통령직 인수
- 버락 오바마 대통령 취임식 연표 (2009년)
- 버락 오바마의 첫 취임식을 위한 비공식 행사 목록